# Пирамида Хеопса

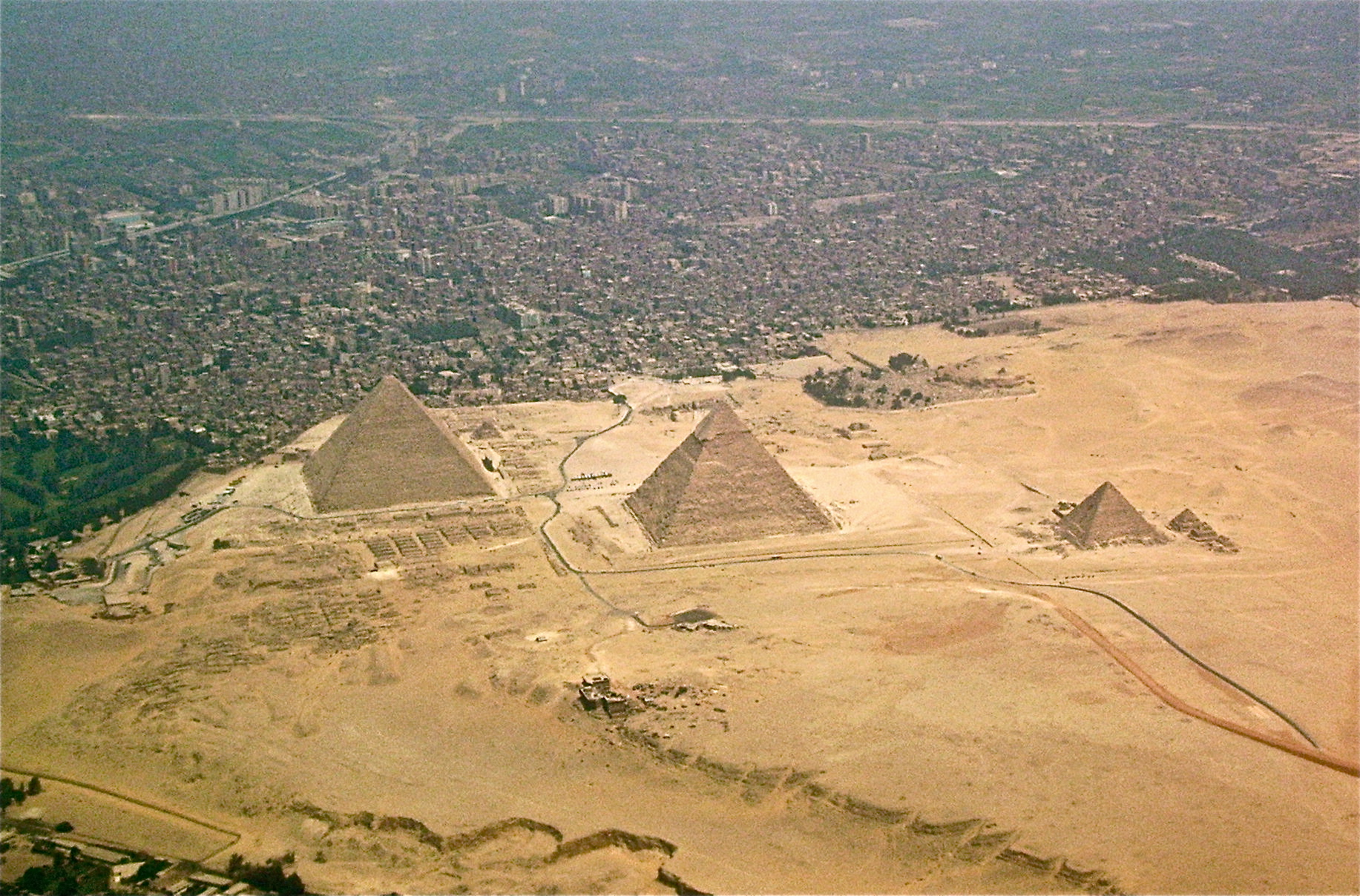
Аэроснимок плато Гиза с подступающим к нему Каиром (2008), пирамида Хеопса слева

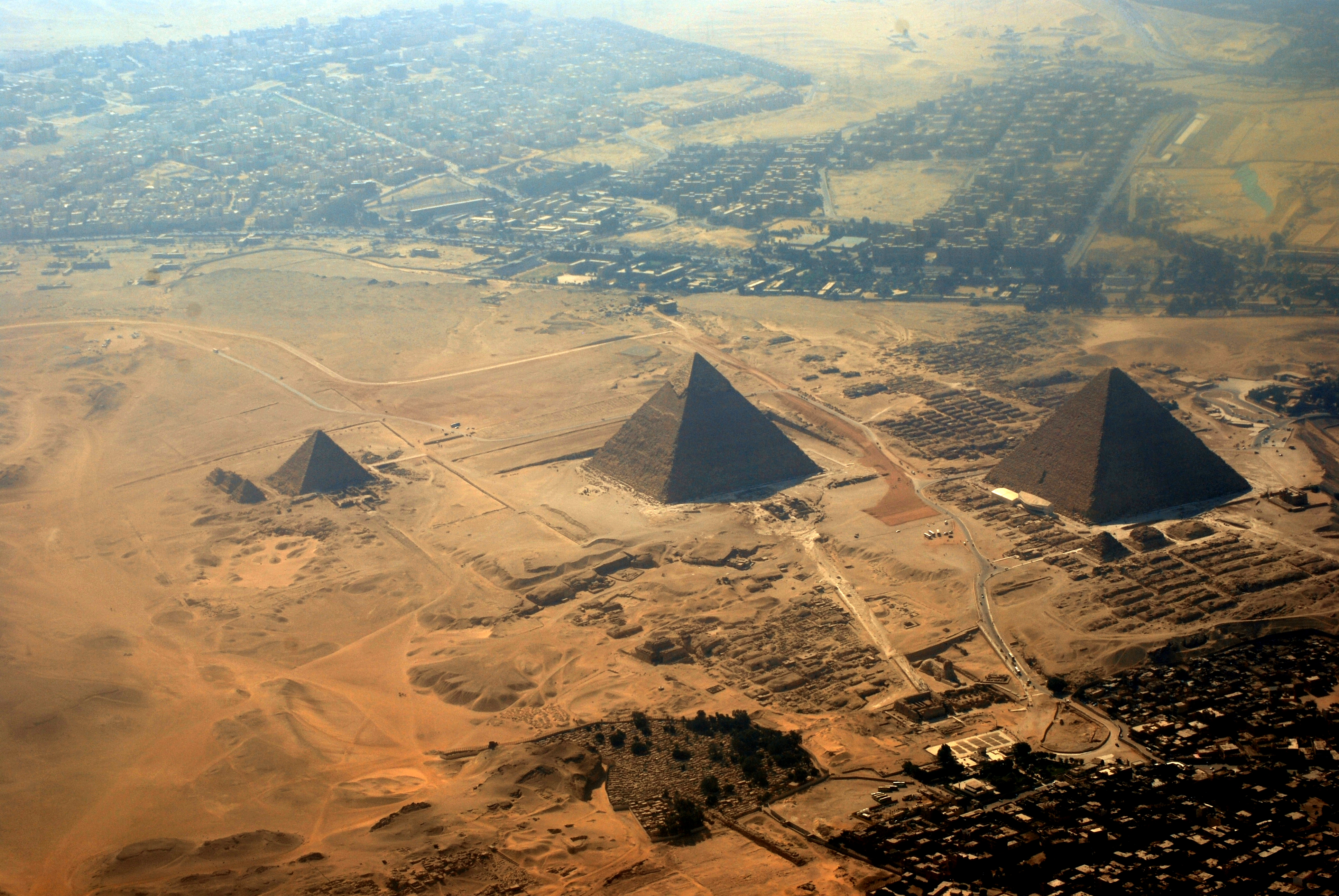
Вид на плато с противоположной, юго-восточной стороны (2011), пирамида Хеопса справа, а на ближнем плане Большой сфинкс

Пирами́да Хео́пса (араб. هرم خوفو), Великая пирамида Гизы — крупнейшая из египетских пирамид, памятник архитектурного искусства Древнего Египта; единственное из «Семи чудес света», сохранившееся до наших дней, и самое древнее из них: её возраст оценивается примерно в 4500 лет.
Расположена на плато Гиза в окрестностях египетской столицы и дельты Нила, на его левом берегу; самая северная из трёх больших пирамид плато, носящих имена трёх фараонов Древнего царства из четвёртой династии, предполагаемых заказчиков строительства, — Хеопса (Хуфу), Хефрена (Хафры) и Микерина (Менкауры). Три пирамиды — со сторонами, точно ориентированными по четырём сторонам света, — были сооружены в окрестностях городов Мемфиса (столицы Древнего царства) и Гелиополя за тысячелетия до основания Каира.
Это одноярусная пирамида с гладкими сторонами и квадратным основанием, облицовка с которой была снята при султане Баркуке в 1395 году, а вершина представляет платформу в 10 м длины и ширины. С первоначальной высотой почти 147 метров, на протяжении более трёх тысячелетий (до возведения собора в Линкольне, Англия, ок. 1300 года) пирамида была самой высокой постройкой на Земле. С 1979 года, как и многие другие пирамиды комплекса «Мемфис и его некрополи — район пирамид от Гизы до Дахшура», является частью Всемирного наследия ЮНЕСКО.

## Возраст пирамиды
Архитектором Великой пирамиды считается Хемиун, визирь и племянник Хеопса. Он также носил титул «Управляющий всеми стройками фараона». Предполагается, что строительство, продолжавшееся двадцать лет (время правления Хеопса), закончилось около 2540 года до н. э.
Существующие методы датирования времени начала строительства пирамиды делятся на исторические, астрономические и радиоуглеродные. В Египте официально установлена (2009) и празднуется дата начала строительства пирамиды Хеопса — 23 августа 2560 года до н. э. Такая дата получена с использованием астрономического метода Кейт Спенс (университет в Кембридже). Однако этот метод и полученные с его помощью даты подвергались критике многих египтологов. Даты согласно другим методам датирования: 2720 до н. э. (Стивен Хак, университет Небраска), 2577 до н. э. (Хуан Антонио Бельмонте, университет астрофизики в Канарисе) и 2708 до н. э. (Поллукс, университет Баумана). Радиоуглеродный метод даёт диапазон от 2680 до н. э. до 2850 до н. э. Поэтому установленному «дню рождения» пирамиды нет никаких серьёзных подтверждений, так как египтологи не могут сойтись в том, в каком именно году началось строительство.
В 2020 году в Шотландии были обнаружены считавшиеся утраченными образцы кедровой дощечки, извлечённой из до этого запечатанной вентшахты Камеры царицы инженером Диксоном, что с новой силой подняло вопросы датировки строительства пирамиды Хеопса, так как их радиоуглеродный анализ дал даты порядка 3341—3094 до н. э., то есть почти на 500 лет старше официально принятой цифры.

### Первые упоминания пирамиды
Загадкой остаётся почти полное отсутствие упоминания пирамиды в египетских папирусах. Единственным таким упоминанием на данный момент является найденный в 2013 году дневник Мерера, включающий записи о доставке облицовочного камня из каменоломен Туры. Следующие по времени упоминания встречаются у греческого историка Геродота (V век до н. э.) и в древних арабских легендах. Геродот сообщал (как минимум, через 2 тысячелетия после появления Великой пирамиды), что она была возведена при фараоне-деспоте по имени Хеопс (др.-греч. Χέοψ), правившем 50 лет, что на строительстве было занято 100 тыс. чел. на протяжении двадцати лет, и что пирамида — в честь Хеопса, но не его могила. Настоящая могила — захоронение возле пирамиды. Геродот привёл ошибочные сведения о размерах пирамиды, а также упомянул о средней пирамиде плато Гиза, что она была возведена дочерью Хеопса, которая продавала себя, и что каждый строительный камень соответствовал мужчине, которому она отдавалась. При том, что каменных блоков в пирамиде не менее 20 тысяч, текст Геродота — аллегория. По Геродоту, если «поднять камень, открывался длинный извилистый путь к могиле», без конкретизации, о какой именно пирамиде идёт речь; однако пирамиды плато Гиза «извилистых» путей к усыпальнице на момент посещения их Геродотом не имели, а нисходящий проход пирамиды Хеопса отличает тщательная прямолинейность.

## Внешний вид
Пирамида называется «Ахет-Хуфу» — «Горизонт Хуфу» (или более точно «Относящийся к небосклону — (это) Хуфу»). Состоит из блоков известняка и гранита. Она была построена на естественном известняковом холме. После того, как пирамида лишилась нескольких слоёв облицовки, этот холм частично просматривается на восточной, северной и южной сторонах пирамиды. Несмотря на то, что пирамида Хеопса — самая высокая и самая объёмная из всех египетских пирамид, всё же фараон Снофру построил пирамиды в Мейдуме и в Дахшуре (Ломаная пирамида и Розовая пирамида), общая масса которых оценивается в 8,4 млн тонн.

### Облицовка

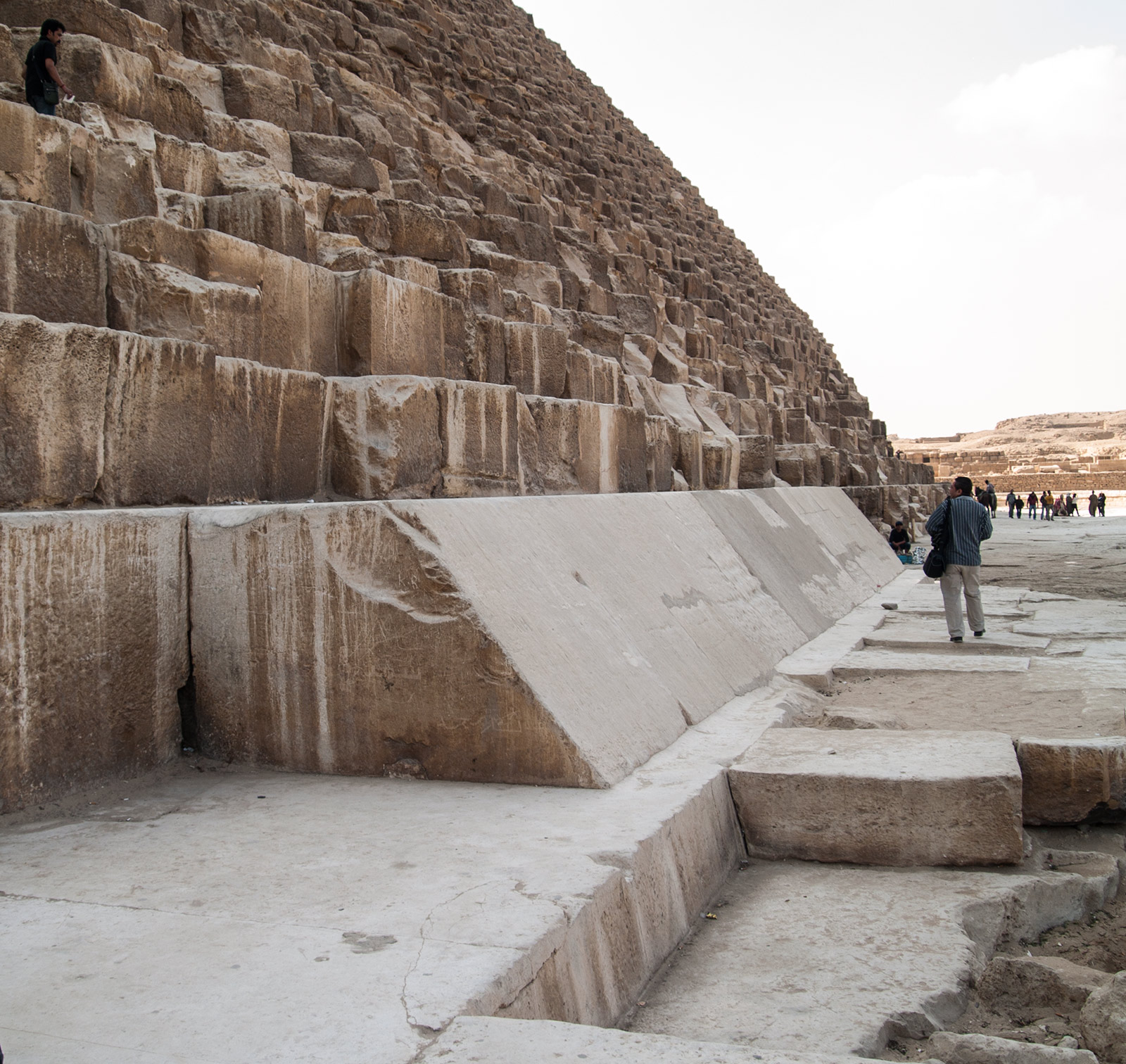
Сохранившиеся фрагменты облицовки пирамиды и остатки мостовой, окружавшей постройку

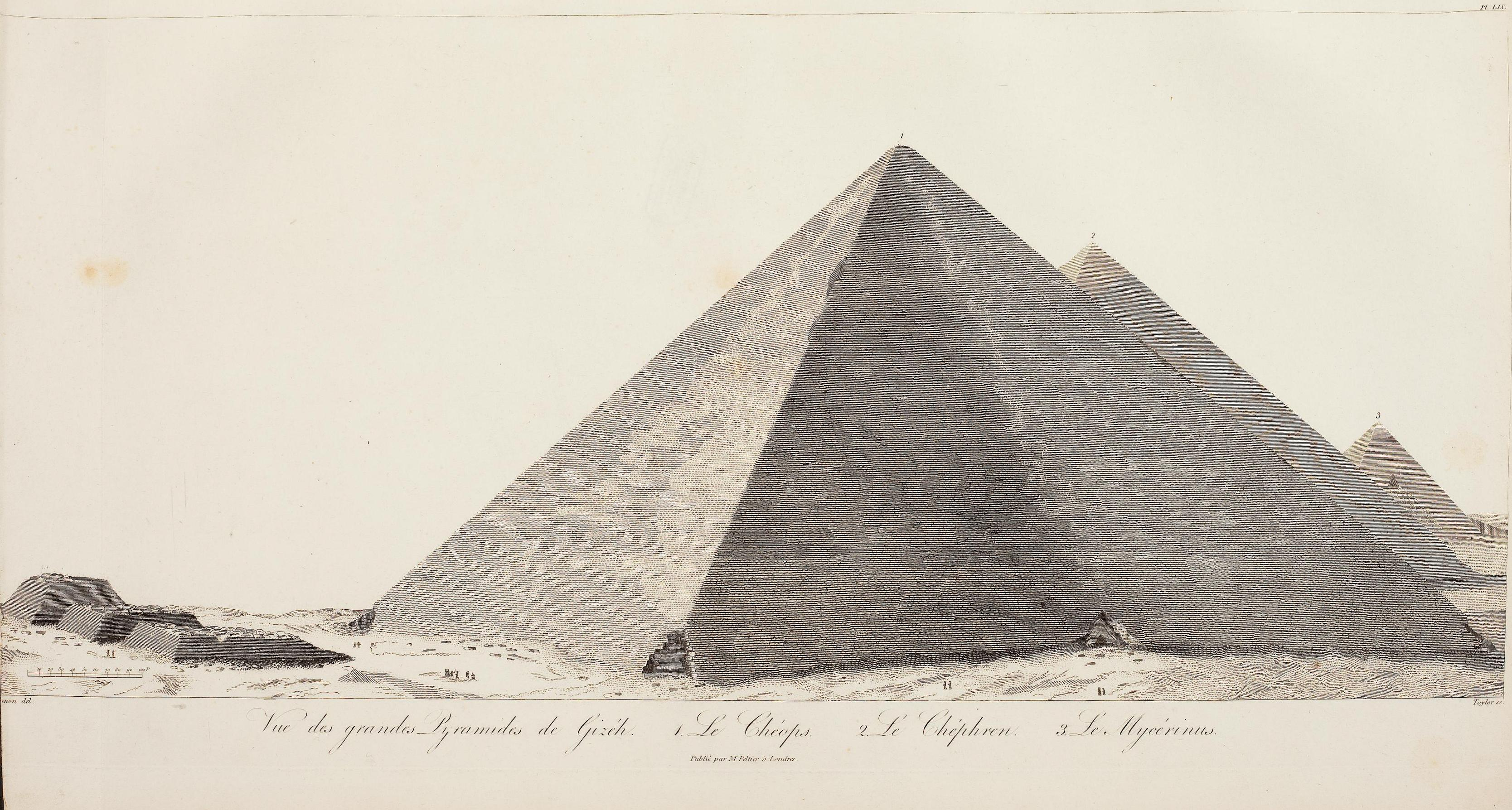
Великая пирамида в 1802 году, рисунок Доминика Вивана Денона. Как можно видеть, большая часть облицовки всё ещё присутствует на пирамиде.

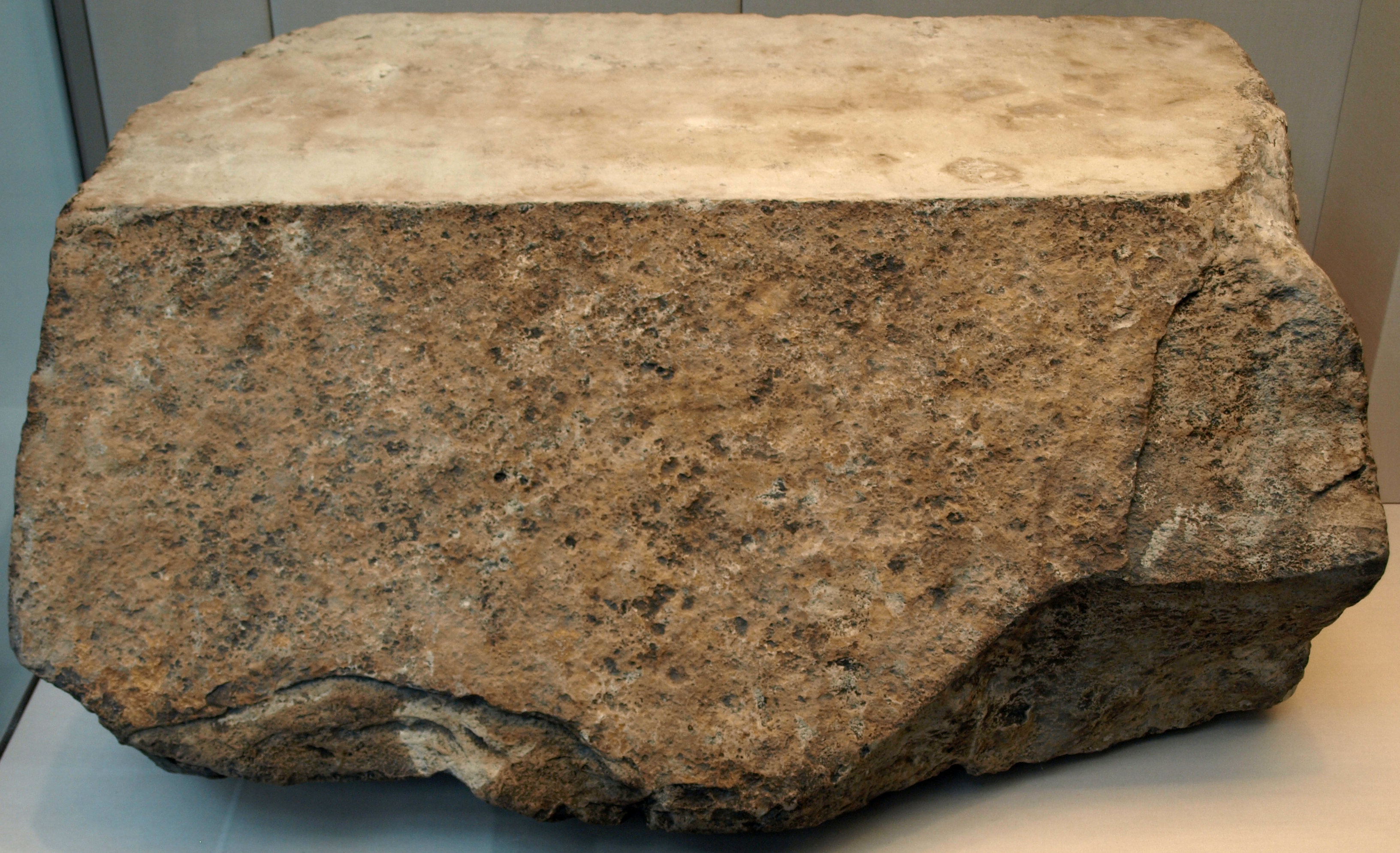
Облицовочный камень в Британском музее.

Первоначально пирамида была облицована более твёрдым, чем основные блоки, белым известняком. Облицовка сияла на солнце персиковым цветом, словно «сияющее чудо, которому сам бог Солнца Ра, казалось, отдал все свои лучи». Точно обработанные блоки были уложены горизонтальными слоями и тщательно подогнаны друг к другу и закреплены раствором, их наружные поверхности были срезаны под наклоном и сильно сглажены. Вместе они создали четыре однородные поверхности, расположенные под углом 51°50’40" (секеда 5+1/2
ладони). Незаконченные облицовочные блоки пирамид Менкауре и Хенутсен в Гизе предполагают, что лицевые грани были сглажены только после того, как камни были уложены, с вырезанными швами, отмечающими правильное расположение и где лишний камень должен был быть обрезан.
Высота горизонтальных слоёв неравномерна, но значительно варьируется. Самые высокие из 203 оставшихся трасс расположены ближе к основанию, первый слой является самым высоким 1,49 метра. Ближе к вершине слои, как правило, лишь немного превышают 1 кубит (0,5 метра) в высоту. Неравномерный рисунок заметен при последовательном просмотре размеров, где высота слоя неуклонно уменьшается только для того, чтобы снова резко увеличиться.
Так называемые «опорные камни» поддерживали облицовку, которые (в отличие от основных блоков) также были точно обработаны и прикреплены к облицовке строительным раствором. В наши дни эти камни придают сооружению его внешний вид после демонтажа облицовки. В 1303 году н. э. мощное землетрясение обрушило часть внешних облицовочных камней, которые, как говорили, были вывезены султаном из династии Бахритов Ан-Насиром Насир-ад-Дином аль-Хасаном в 1356 году для использования в строительстве в близлежащем Каире. Большинство облицовочных камней всё ещё было на месте в 1646 году, когда Джон Гривз, профессор астрономии Оксфордского университета, в своей работе «Пирамидографии» написал, что облицовочные камни пирамиды были достаточно большими и регулярно уложены, поверхность была гладкой и даже свободной от неровностей. Однако окончательно облицовка была снята Мухаммедом Али-пашой в начале XIX века, чтобы построить верхнюю часть своей Алебастровой мечети в Каире, недалеко от Гизы. Более поздние исследователи сообщили о массивных грудах щебня у основания пирамиды, оставшихся от продолжавшегося строительства. Обрушенные облицовочные камни впоследствии были растащены в ходе продолжающихся раскопок этого места. Сегодня несколько облицовочных камней из нижнего ряда можно увидеть на месте с каждой стороны, причём лучше всего сохранились на севере под входом, раскопанным в 1837 году.
Раствор был химически проанализирован и содержит органические добавления (в основном древесный уголь), образцы которых были радиоуглеродно датированы 2871—2604 годами до н. э. Было выдвинуто предположение, что строительный раствор позволял каменщикам точно и ровно укладывать камни.
Было высказано предположение, что некоторые или все облицовочные камни были отлиты на месте, а не добыты в карьере, а позже перемещены на место строительства, однако археологические данные и петрографический анализ указывают на то, что это было не так.
Петри отметил в 1880 году, что стороны пирамиды, какими мы их видим сегодня, «очень отчётливо выдолблены» и что «каждая сторона имеет своего рода углубление, специально расположенное посередине грани», что, по его мнению, было результатом увеличения толщины облицовки в этих местах. А исследование лазерным сканированием в 2005 году подтвердило существование аномалий, которые в некоторой степени могут быть приписаны повреждённым и удалённым камням. При определённых условиях освещения и с улучшением изображения грани могут казаться расщеплёнными, что привело к предположению, что пирамида была намеренно построена восьмигранной.

### Пирамидион
Верх пирамиды венчал позолоченный камень — пирамидион (др. егип. — «Бенбен»). Материал, из которого он был изготовлен, является предметом многочисленных дискуссий; обычно предлагается известняк, гранит или базальт, в то время как в популярной культуре он из чистого золота или позолочен. Все известные пирамиды 4-й династии (Розовая пирамида, пирамида-спутник Хуфу (пирамида G1-d) и пирамида-спутник царицы Менкауре (пирамида G3-a)) сделаны из белого известняка и не были позолочены. Только начиная с 5-й династии имеются свидетельства позолоченных пирамидионов; например, надписи в Сахуре говорят о «сияющем золотом пирамидионе на пирамиде Сахур».
Пирамидион Великой пирамиды был утерян ещё в древности, поскольку Плиний Старший и более поздние авторы сообщают о платформе на её вершине. В настоящее время пирамида примерно на 8 метров короче, чем была в изначально, не хватает около 1000 тонн материала.
В 1874 году шотландский астроном сэр Дэвид Гилл установил на вершине пирамиды мачту. Во время возвращения с работы, связанной с наблюдением редкого прохождения Венеры, он был приглашён осмотреть Египет и начал с осмотра Великой пирамиды. Его результаты измерения пирамиды были точными с точностью до 1 миллиметра. Обзорная мачта простояла на том же месте до 1 мая 2019 года, когда её разрушил местный житель. Как было заявлено генеральным секретарем Службы древностей Египта Мустафой Вазири - разрушенный объект являлся современной репликой.

### Статистические данные

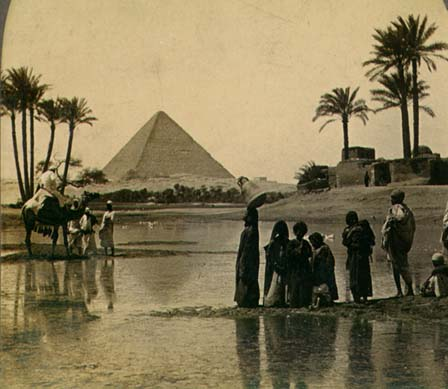
Пирамида Хеопса в XIX веке

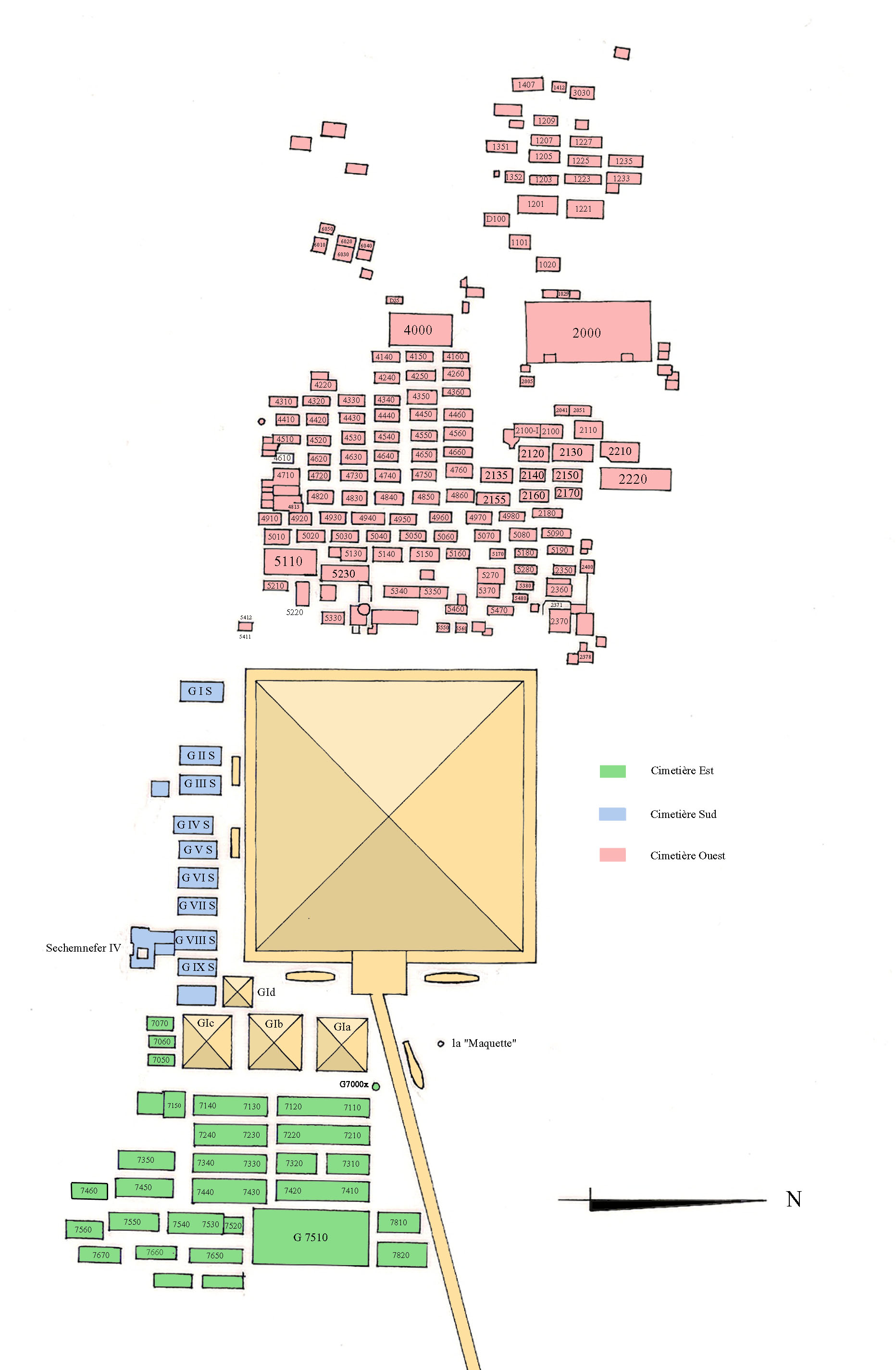
Карта некрополя около пирамиды Хеопса

- Высота (в настоящее время): ≈ 137 м
- Высота (изначально): 146,6 м
- Угол наклона боковой грани (в настоящее время): 51°50′
- Длина бокового ребра (изначально): 230,33 м (по подсчётам) или около 440 королевских локтей
- Длина бокового ребра (в настоящее время): около 225 м
- Длина сторон основания пирамиды: юг — 230,454 м; север — 230,253 м; запад — 230,357 м; восток — 230,394 м
- Площадь основания (изначально): ≈ 53 000 м² (5,3 га)
- Площадь боковой поверхности пирамиды (изначально): ≈ 85 500 м²
- Периметр основания: 922 м
- Общий объём пирамиды без вычета полостей внутри пирамиды (изначально): ≈ 2,58 млн м³
- Общий объём пирамиды за вычетом всех известных полостей (изначально): 2,50 млн м³
- Средний объём известняковых блоков: 1,147 м³
- Средняя масса известняковых блоков: 2,5 т
- Самый тяжёлый гранитный блок: около 35 т; расположен над входом в «Камеру царя»
- Количество блоков усреднённого объёма не превышает 1,65 млн (2,50 млн м³ − 0,6 млн м³ скального основания внутри пирамиды = 1,8 млн м³/1,147 м³ = 1,65 млн блоков указанного объёма физически может поместиться в пирамиде, без учёта объёма раствора в межблочных швах); отнесение к 20-летнему сроку строительства × 300 рабочих дней в году × 10 рабочих часов в день × 60 минут в часе приводит к скорости укладки (и доставки к месту строительства) — около блока в две минуты.
- По подсчётам, общая масса пирамиды (изначально) — около 6,7 млн т (исходя из объёма пирамиды 2,5 млн м³ и плотности известняка 2,7 т/м³); более тщательные подсчёты массы дают 5,5 млн т известняка, 8 тыс. т гранита и 0,5 млн т строительного раствора (гипс с известью)[33].
- Основание пирамиды покоится на природном скальном возвышении высотой в центре около 12—14 м, которое занимает, по последним данным, минимум 23 % от первоначального объёма пирамиды
- Количество слоёв (ярусов) каменных блоков — 210 (на момент постройки). В настоящее время слоёв — 203.

### Вогнутость сторон

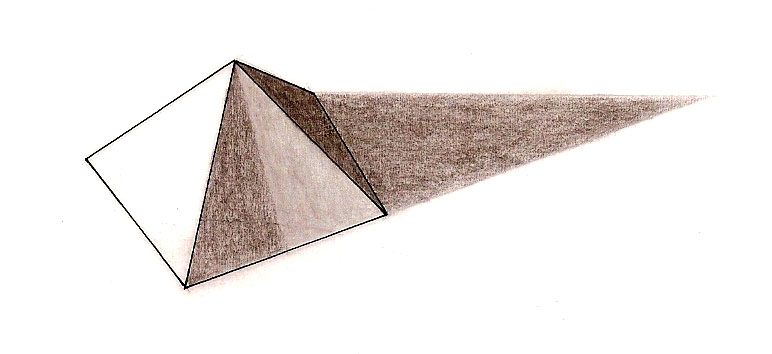
Вогнутость сторон пирамиды Хеопса

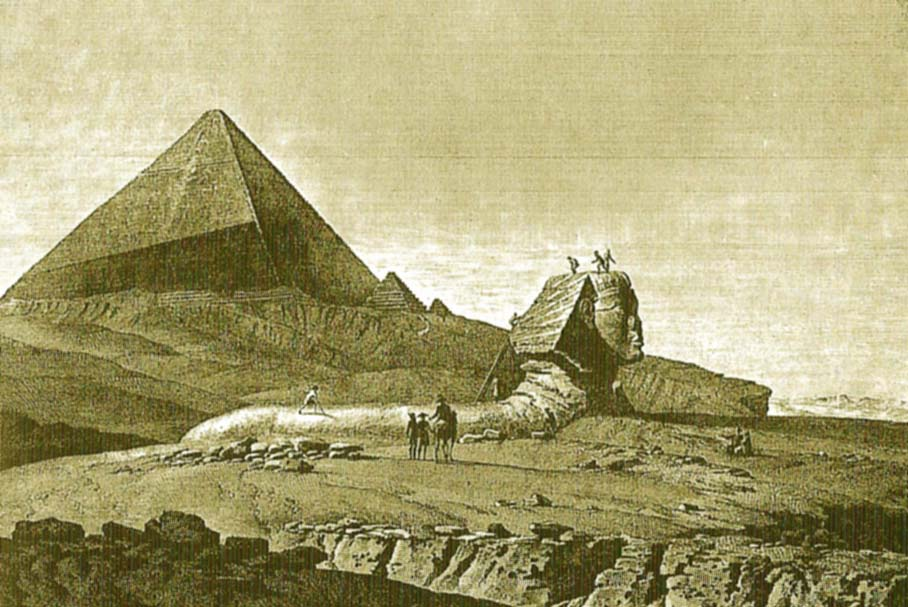
Наблюдение вогнутости сторон в конце XIX в., Описание Египта

### Угол наклона
Точно определить первоначальные параметры пирамиды не представляется возможным, поскольку её края и поверхности в настоящее время большей частью разобраны и уничтожены. Это затрудняет вычисление точного угла наклона. Кроме того, её симметрия сама по себе не является идеальной, так что при разных измерениях наблюдаются отклонения в цифрах.
В литературе по египтологии к одинаковым результатам в измерениях пришли Петер Яноши, Марк Ленер, Мирослав Вернер, Захи Хавасс, Альберто Сильотти, которые считают что длина сторон может составлять от 230,33 до 230,37 м. Зная длину стороны и угол при основании они вычислили высоту пирамиды — с 146,59 до 146,60 м. Наклон пирамиды составляет 51°50', что соответствует секеду (древнеегипетской единице измерения наклона, которая определяется как отношение половины основания к высоте) в 51⁄2 ладоней. С учётом того, что в одном локте (кубите) 7 ладоней, получается, что при таком выбранном секеде удвоенное отношение основания к высоте равняется 22/7, хорошо известное с древности приближение числа пи, которое, судя по всему, здесь получилось случайно, так как у других пирамид для секеда были выбраны другие значения.

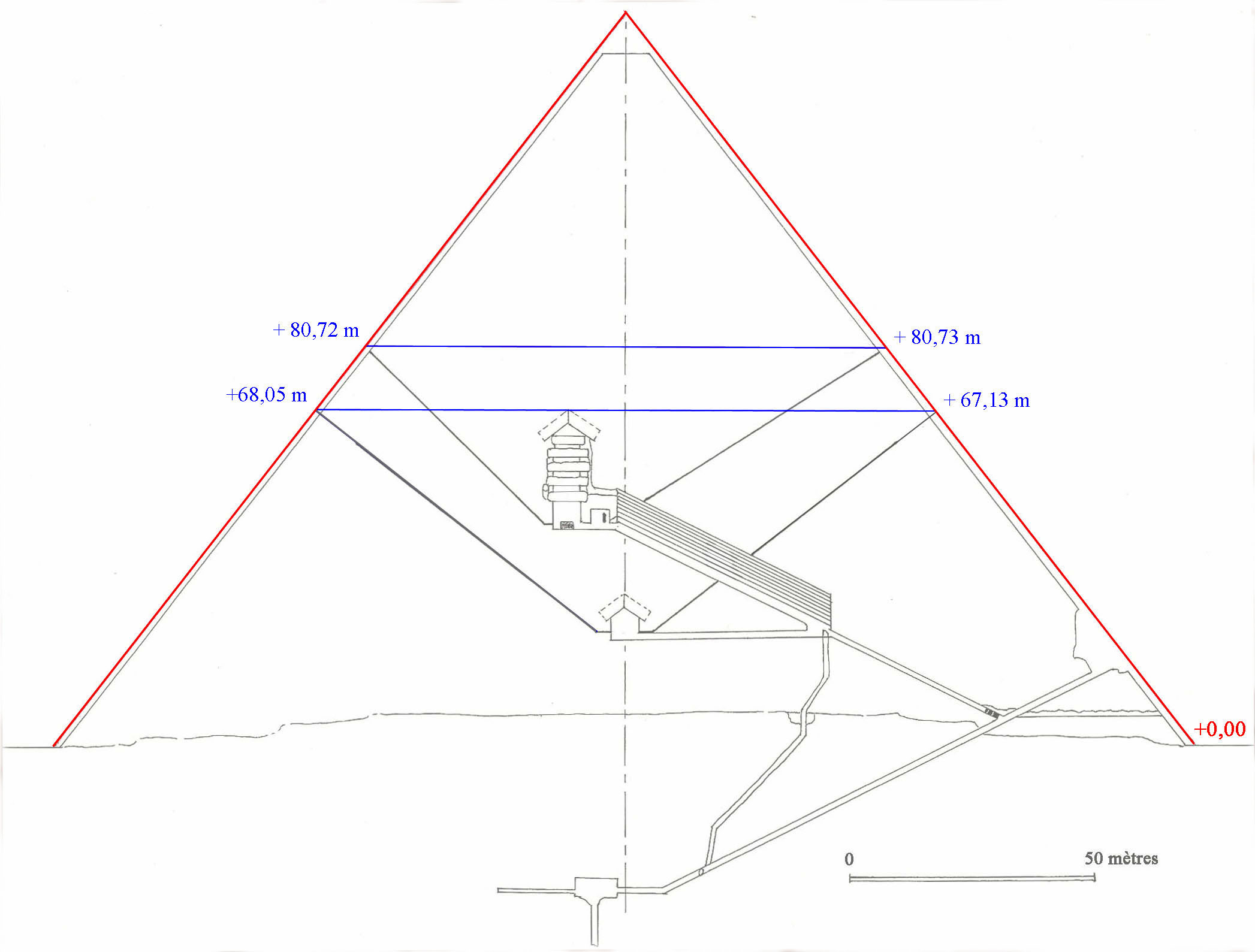
Геометрическое изучение вентиляционных туннелей

Исследование геометрии Великой пирамиды не даёт однозначного ответа на вопрос о первоначальных пропорциях этого строения. Допускается, что египтяне имели представление о «Золотом сечении» и числе пи, которые были отражены в пропорциях пирамиды: так, соотношение высоты к основанию равняется 14/22 (высота = 280 локтей, а основание = 440 локтей, 280/440 = 14/22). Впервые в мировой истории эти величины были использованы при строительстве пирамиды в Мейдуме. Однако для пирамид поздних эпох данные пропорции больше нигде не применялись, как, например некоторые имеют соотношения высоты к основанию, как 6/5 (Розовая пирамида), 4/3 (Пирамида Хефрена) или 7/5 (Ломаная пирамида).
Некоторые из теорий считают пирамиду астрономической обсерваторией. Утверждается, что коридоры пирамиды точно указывают в сторону «полярной звезды» того времени — Тубан (арабск. «змея»), вентиляционные коридоры южной стороны — на звезду Сириус, а с северной стороны — на звезду Альнитак. Однако на небосводе — из-за вращения Земли вокруг своей оси — практически нет неподвижных звёзд (за исключением Полярной). И строгая ориентация на звёзды подразумевает, что пирамиды не вращаются вместе с планетой (что естественно невозможно). Таким образом, представлять шахты пирамид направленными на определённые точки в космосе, подобно орбитальным телескопам, неверно. Известно, что два раза в год в дни весеннего и осеннего равноденствия на пирамиде в определённое время дня образуется светотеневой рисунок, ненадолго превращающий четырёхугольную пирамиду в восьмиугольную. По этой причине пирамида Хеопса может служить огромными солнечными часами. Подобный эффект наблюдается и с мексиканской пирамидой Кукулькана («Пернатого змея» или «Кетцалькоатля») — световой рисунок на её ступенях в течение трёх часов в дни весеннего (21 марта) и осеннего (22 сентября) равноденствия образует «ползущую змею». Всего на пирамиде Кукулькана 365 ступеней — по числу дней года в гражданском календаре майя; последнее однозначно указывает на связь пирамиды Кукулькана с Солнцем.

## Внутренняя структура

Поперечный разрез пирамиды Хеопса: 1 — главный вход; 2 — вход, который проделал аль-Мамун; 3 — перекрёсток, «пробка» и туннель аль-Мамуна, сделанный «в обход»; 4 — нисходящий коридор; 5 — незавершённая подземная камера; 6 — восходящий коридор; 7 — «камера царицы» с исходящими «воздуховодами»; 8 — горизонтальный туннель; 9 — большая галерея; 10 — камера фараона с «воздуховодами»; 11 — предкамера; 12 — грот

Вход в пирамиду находится на высоте 15,63 м на северной стороне. Вход образуют каменные плиты, уложенные в виде арки, но это структура, которая была внутри пирамиды — истинный вход не сохранился. Истинный вход в пирамиду, вероятнее всего, был закрыт каменной пробкой. Описание такой пробки можно найти у Страбона, также облик её можно представить, исходя из сохранившейся плиты, закрывавшей верхний вход в Ломаную пирамиду Снофру, отца Хеопса. Сегодня туристы попадают внутрь пирамиды через 17-метровый пролом, который сделал в 820 году багдадский халиф Абдуллах аль-Мамун на 10 м ниже. Он надеялся найти там несметные сокровища фараона, но обнаружил там только слой пыли толщиной в пол-локтя.
Внутри пирамиды Хеопса находятся три погребальные камеры, расположенные одна над другой.

### Погребальная «яма»

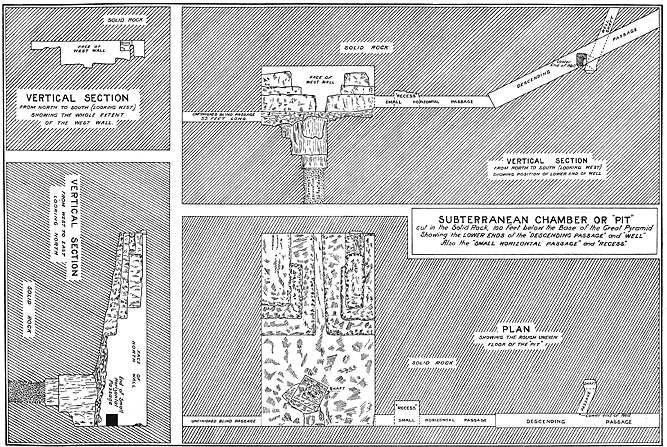
Карты подземной камеры

Нисходящий коридор длиной в 105 м, идущий под наклоном 26°26′46′′, приводит к горизонтальному коридору длиной 8,9 м, ведущему к подземной камере 5. Нисходящий коридор идёт почти параллельно земной оси (с точностью около 4°), однако более вероятно, что это случайное совпадение, связанное с его ориентацией на север и удобным для строительных измерений углом спуска, соответствующим отношению 1:2 горизонтального и вертикального смещений (уклон 50 %, arctg1⁄2 ≈ 26°33′54′′). Высота нисходящего коридора 4 египетских фута (1,20 м) и ширина 2 локтя (1,0 м).
Расположенная ниже уровня земли в скальном известняковом основании, подземная камера осталась незавершённой. Размеры камеры 14×8,1 м, она вытянута с востока на запад. Высота достигает 3,5 м, потолок имеет крупную трещину. У южной стены камеры имеется колодец глубиной около 3 м, от которого в южном направлении на 16 м тянется узкий лаз (0,7×0,7 м в сечении), заканчивающийся тупиком. Инженеры Джон Перринг (John Shae Perring) и Говард Вайз (Richard William Howard Vyse) в начале XIX века расчистили в камере пол и вырыли колодец глубиной 11,6 м, в котором они надеялись обнаружить скрытую погребальную комнату. Они основывались на свидетельствах Геродота, утверждавшего, что тело Хеопса находится на острове, окружённом каналом в скрытой подземной камере. Их раскопки ни к чему не привели. Поздние исследования показали, что камера была брошена незавершённой, а погребальные камеры было решено устроить в центре самой пирамиды.

Несколько фотографий, сделанных в 1910 году
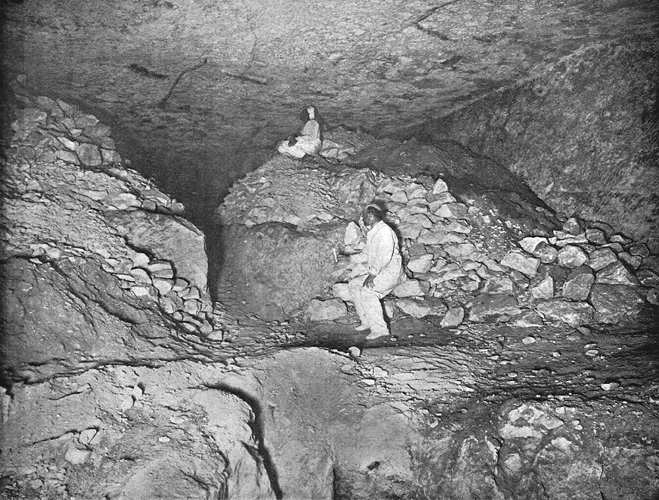
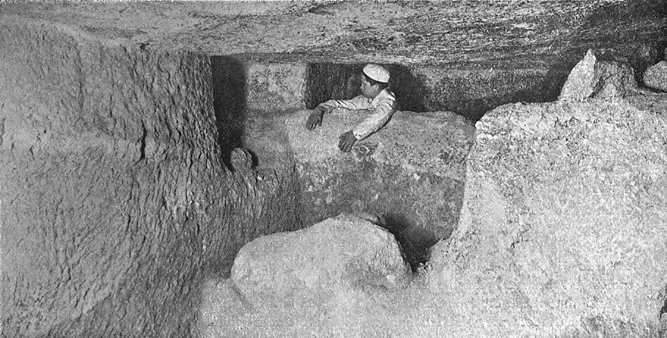
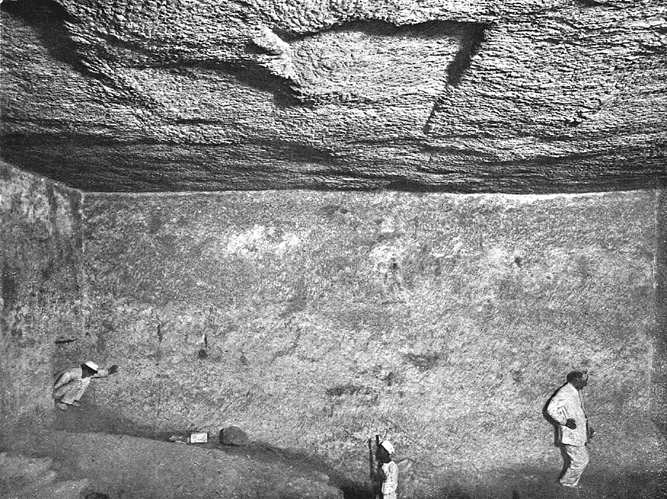
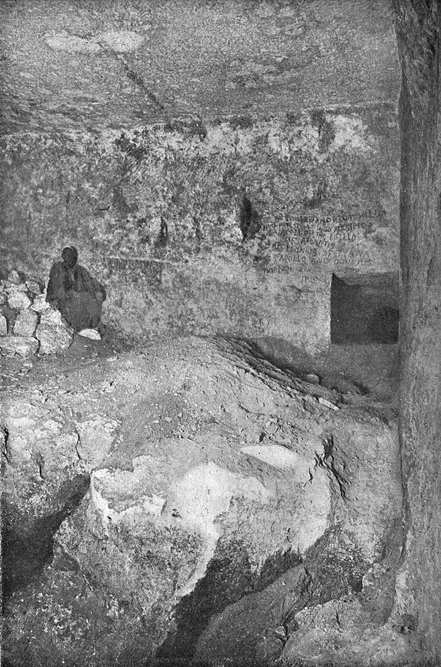
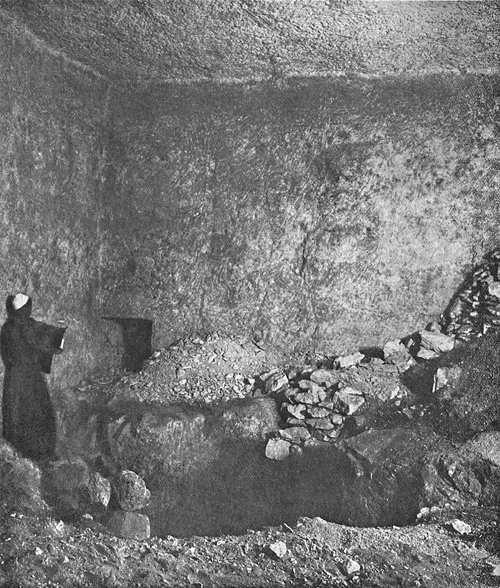
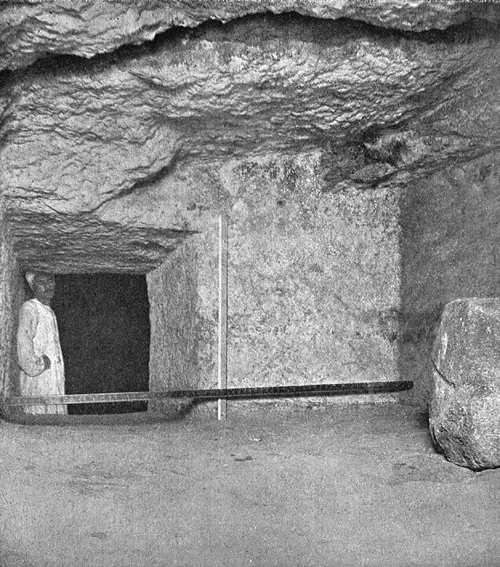
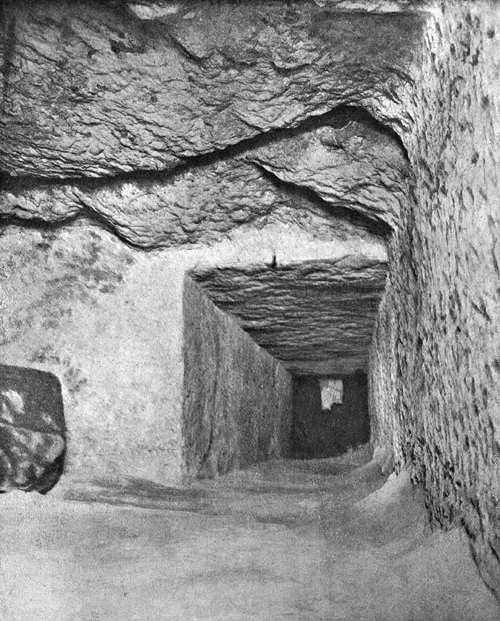

### Восходящий коридор и Палаты царицы
От первой трети нисходящего прохода (через 18 м от главного входа) вверх под тем же углом 26,5° идёт на юг восходящий проход (6) длиной около 40 м, оканчивающийся в нижней части Большой галереи (9).
В своём начале восходящий проход содержит 3 большие кубические гранитные «пробки», которые снаружи, из нисходящего прохода, были замаскированы блоком известняка, выпавшим при работах аль-Мамуна. Таким образом, первые 3000 лет от постройки пирамиды, (в том числе, в эпоху её активных посещений в Античности) считалось, что в Большой пирамиде нет никаких иных помещений, кроме нисходящего прохода и подземной камеры. Аль-Мамуну не удалось пробить эти пробки и он просто выдолбил в более мягком известняке обход справа от них. Этот проход используется до сих пор. По поводу пробок существует две основные теории, одна из них основывается на том, что восходящий проход имеет пробки, установленные в начале строительства и, таким образом, этот проход был запечатан ими с самого начала. Вторая утверждает, что имеющееся ныне сужение стен вызвано землетрясением, а пробки находились до этого в пределах Большой галереи и были использованы для запечатывания прохода только после похорон фараона.
Важной загадкой этого участка восходящего прохода является то, что в месте, где сейчас расположены пробки, в полноразмерной, хотя и укороченной модели ходов пирамиды — так называемые коридорах испытаний к северу от Большой пирамиды, — имеется стык не двух, а сразу трёх коридоров, третьим из которых является вертикальный туннель. Поскольку пробки до сих пор никто не смог сдвинуть с места, вопрос, есть ли над ними вертикальный лаз, остаётся открытым.
В середине восходящего прохода конструкция стен имеет особенность: в трёх местах установлены так называемые «рамочные камни» — то есть квадратный по всей длине проход пронзает насквозь три монолита. Назначение этих камней неизвестно. В районе рамочных камней стены прохода имеют несколько небольших ниш.
Во вторую погребальную камеру от нижней части Большой галереи ведёт в южном направлении горизонтальный коридор длиной 35 м и высотой 1,75 м. Стены этого горизонтального коридора сложены из очень крупных блоков известняка, на которые нанесены фальшивые «швы», имитирующие кладку из блоков меньшего размера. За западной стеной прохода имеются полости, заполненные песком. Вторую камеру традиционно называют «Камерой царицы», хотя по обряду жён фараонов хоронили в отдельных маленьких пирамидах. «Камера царицы», облицованная известняком, имеет 5,74 м с востока на запад и 5,23 м с севера на юг; её максимальная высота 6,22 м. В восточной стене камеры имеется высокая ниша.

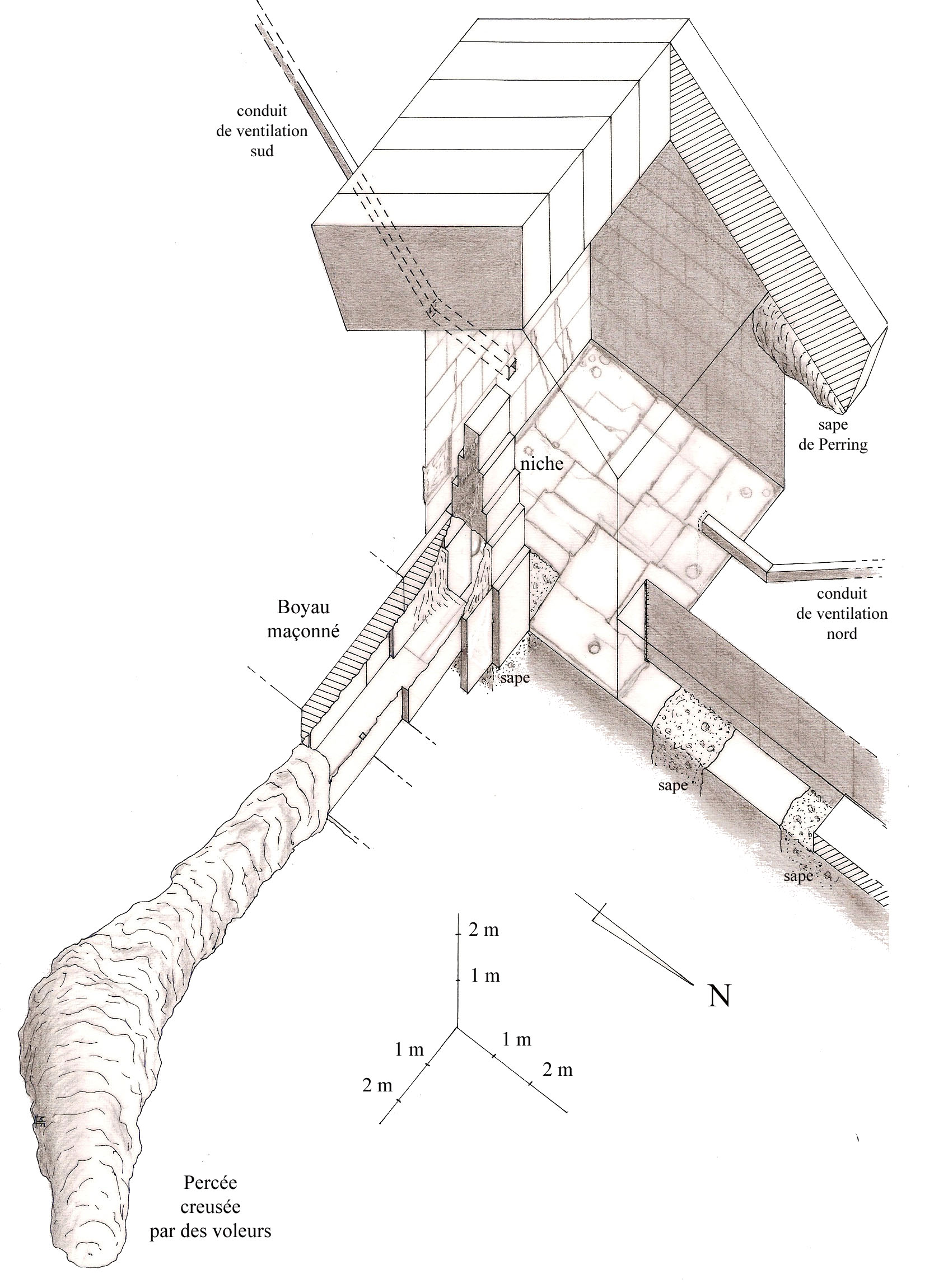
Чертёж Палаты царицы (7)
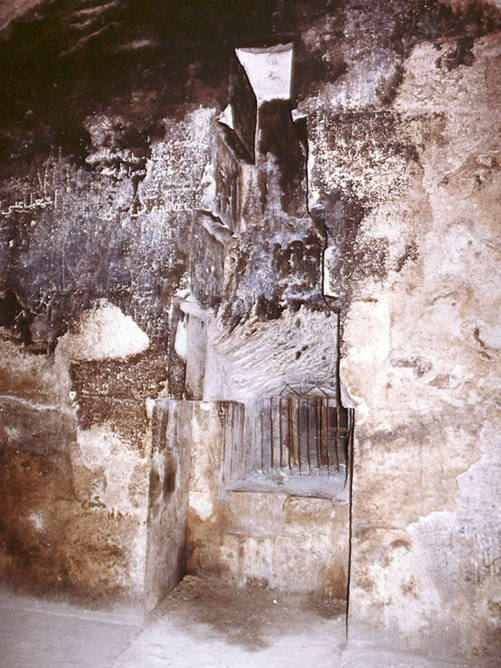
Ниша в стене Палаты царицы
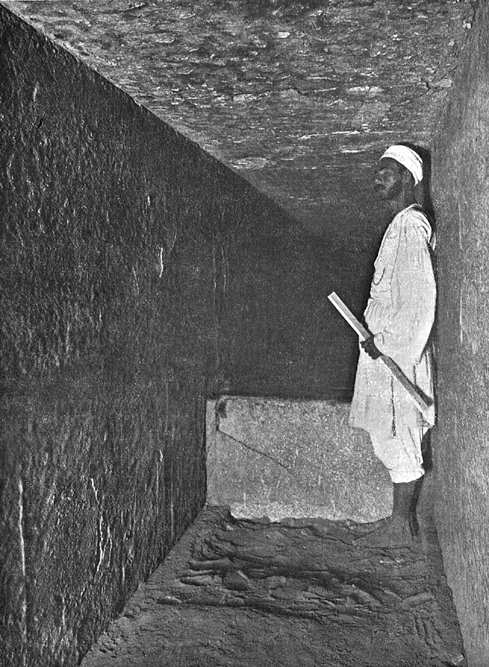
Коридор у входа в зал царицы (1910)
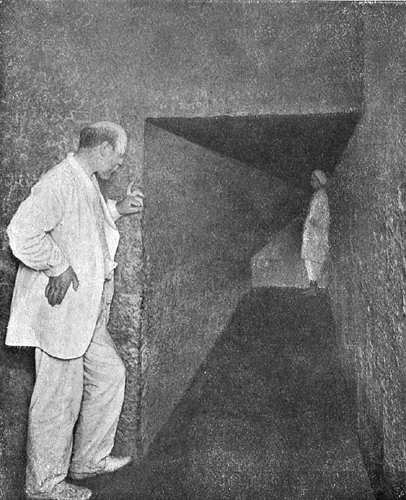
Вход в камеру царицы (1910)
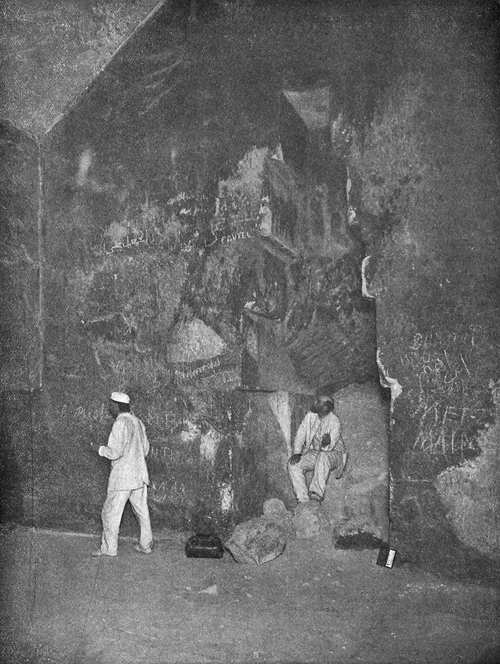
Ниша в камере царицы (1910)
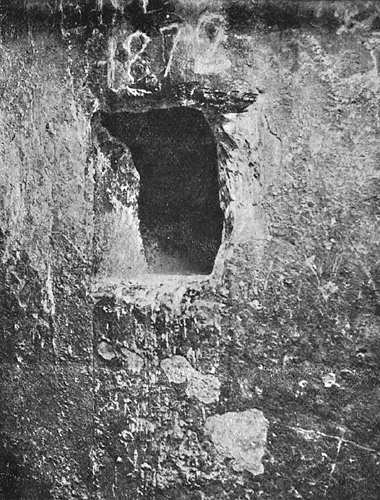
Вентиляционный канал в камере царицы (1910)
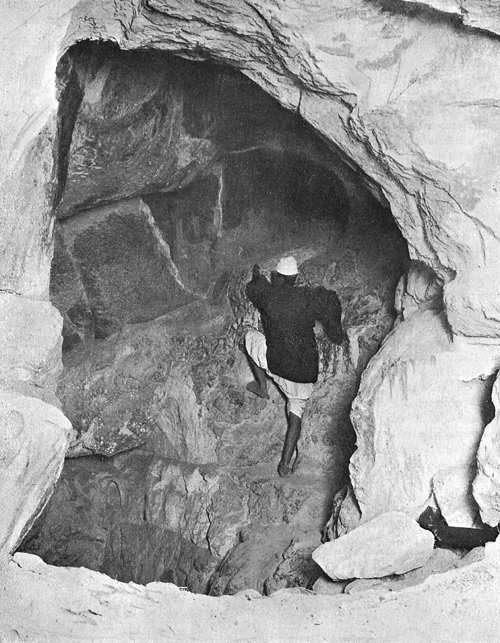
Коридор в восходящий туннель (12)
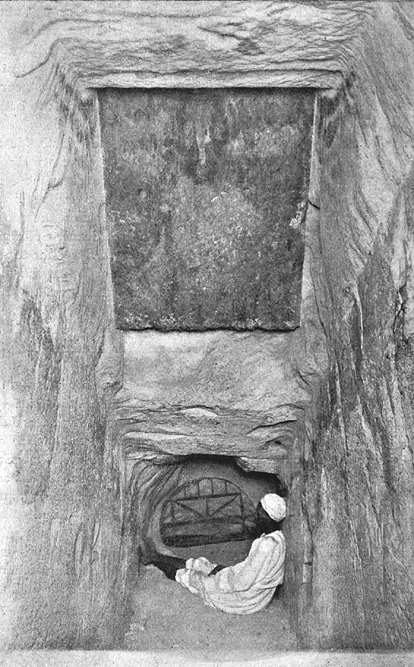
Гранитная пробка (1910)
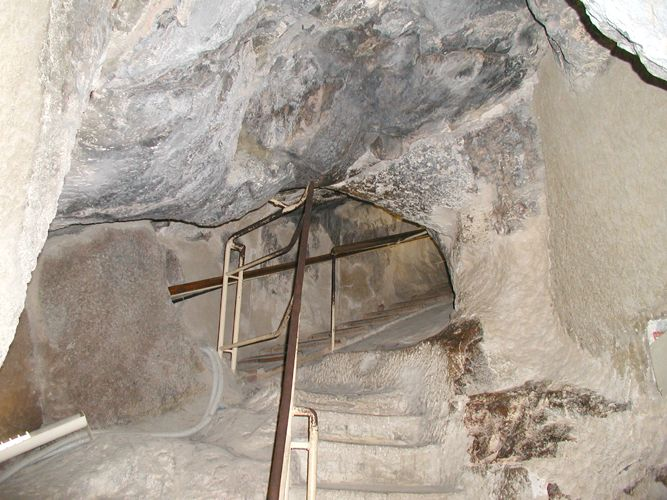
Коридор в восходящий туннель (слева — закрывающие блоки)

### Грот, Большая галерея и Палаты Фараона
Ещё одно ответвление от нижней части Большой галереи — узкая почти вертикальная шахта высотой около 60 м, ведущая к нижней части нисходящего прохода. Существует предположение, что она была предназначена для эвакуации рабочих или жрецов, завершавших «запечатывание» основного прохода к «Камере царя». Примерно посередине её находится небольшое, вероятнее всего, естественное расширение — «Грот» (Grotto) неправильной формы, в котором от силы могли бы поместиться несколько человек. Грот (12) расположен на «стыке» каменной кладки пирамиды и небольшого, высотой около 9 м, холма на известняковом плато, лежащего в основании Большой Пирамиды. Стены Грота частично укреплены древней каменной кладкой, и, поскольку отдельные её камни слишком велики, существует предположение, что Грот существовал на плато Гиза как самостоятельное сооружение ещё задолго до строительства пирамид, а сама эвакуационная шахта строилась с учётом местонахождения Грота. Однако, с учётом того, что шахта именно долбилась в уже уложенной кладке, а не выкладывалась, о чём говорит её неправильное круглое сечение, встаёт вопрос о том, как строителям удалось точно выйти на Грот.
Большая галерея продолжает восходящий проход. Её высота 8,53 м, это прямоугольный в сечении, с немного сужающимися кверху (т. н. «ложный свод») стенами, высокий наклонный туннель длиной 46,6 м. Посередине Большой галереи почти по всей длине идёт правильное в сечении квадратное углубление размерами шириной 1 м и глубиной 0,6 м, а на обоих боковых выступах имеется 27 пар углублений неясного предназначения. Углубление заканчивается т. н. «Большой ступенькой» — высоким горизонтальным выступом, площадкой 1×2 м в конце Большой галереи, непосредственно перед лазом в «прихожую» — Предкамеру. Площадка имеет пару аналогичных углублениям рампы, углублений по углам у стены (28-я и последняя пара углублений БГ). Через «прихожую» лаз ведёт в облицованную чёрным гранитом погребальную «Камеру царя», где размещён пустой гранитный саркофаг. Крышка саркофага отсутствует. Вентиляционные шахты имеют устья в «Камере царя» на южной и северной стенах на высоте примерно 1 м от уровня пола. Устье южной вентшахты сильно повреждено, северная предстаёт неповреждённой. Пол, потолок, стены камеры не имеют никаких украшений либо отверстий или элементов крепления чего-либо, относящихся ко времени строительства пирамиды. Плиты потолка все лопнули вдоль южной стены и не падают внутрь помещения лишь за счёт прижима весом вышележащих блоков.
Над «Камерой царя» находятся обнаруженные в XIX веке пять разгрузочных полостей общей высотой 17 м, между которыми лежат монолитные гранитные плиты толщиной около 2 м, а выше — двускатное перекрытие из известняка. Считается, что их назначение — распределять вес вышележащих слоёв пирамиды (около 1 млн т), чтобы защитить от давления «Камеру царя». В этих пустотах обнаружены граффити, оставленные, вероятно, рабочими.

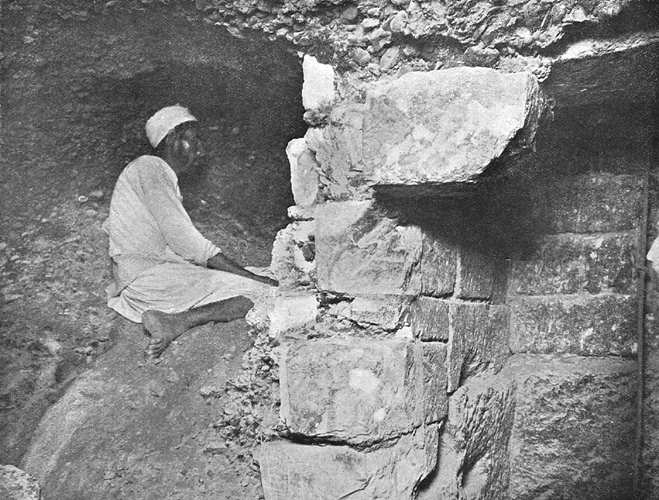
Интерьер Грота (1910)
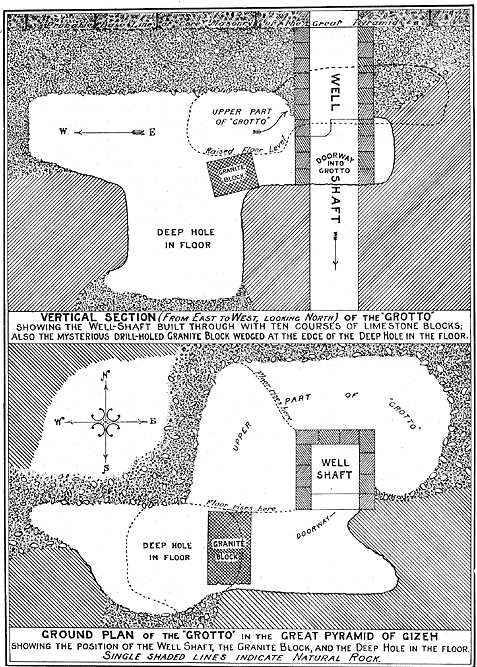
Чертёж грота (1910)
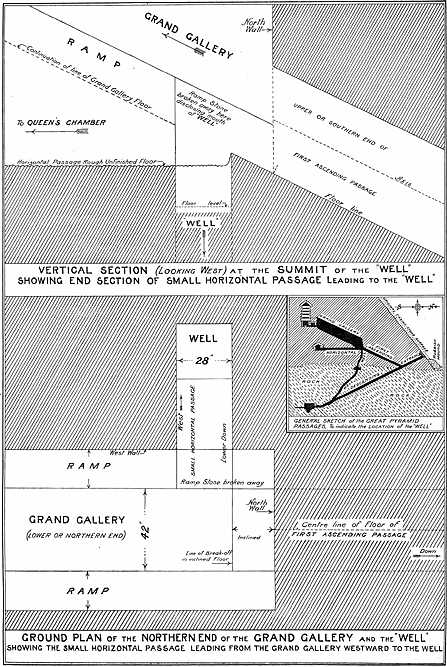
Чертёж соединения Грота с Большой галереей (1910)
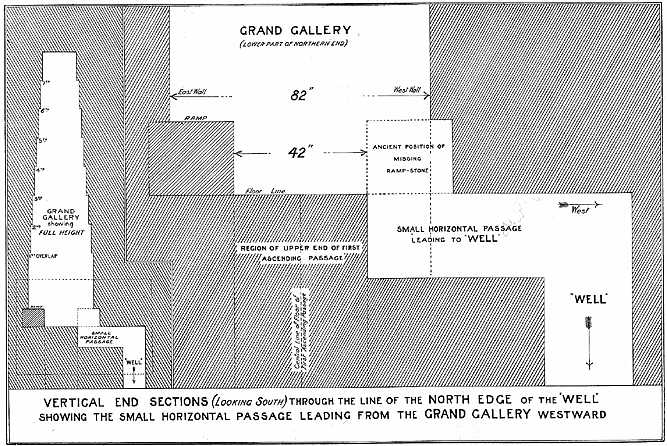
Чертёж соединения Грота с Большой галереей (1910)
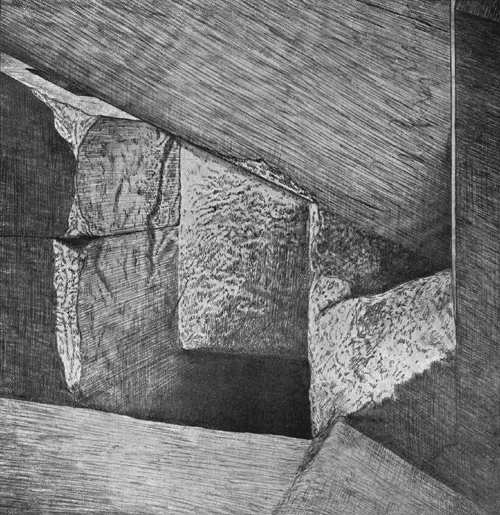
Вход в туннель (1910)
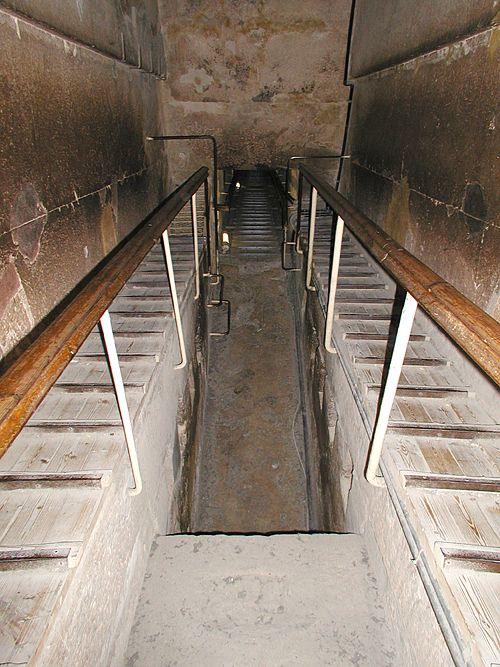
Вид Большой галереи от входа в помещение
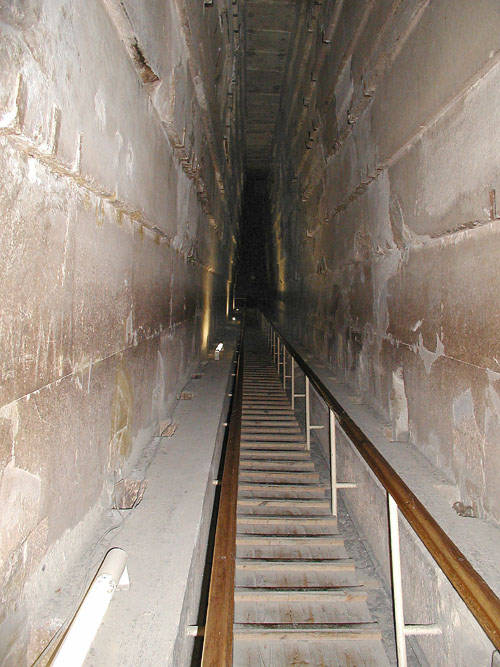
Большая галерея
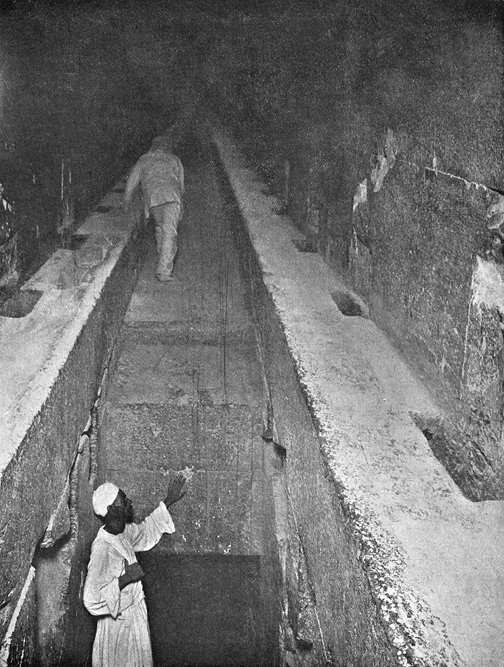
Большая галерея (1910)
«Большая ступенька»
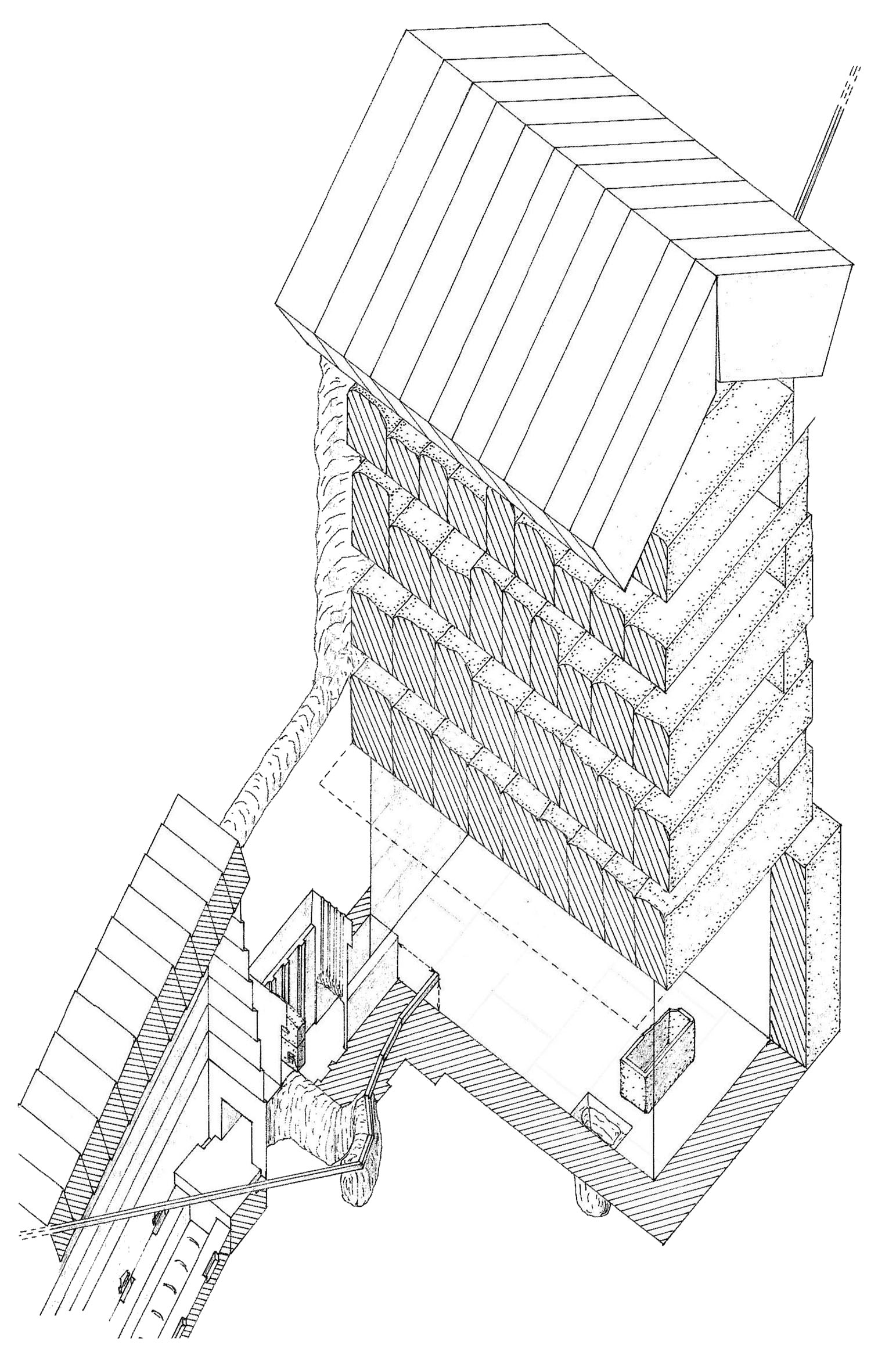
Чертёж Камеры фараона
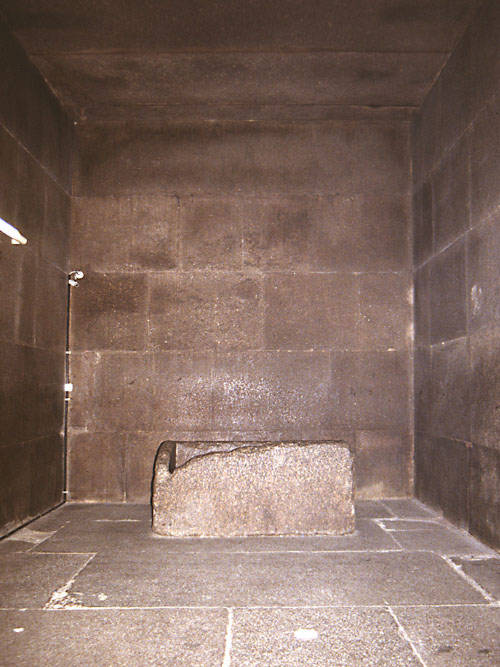
Камера фараона
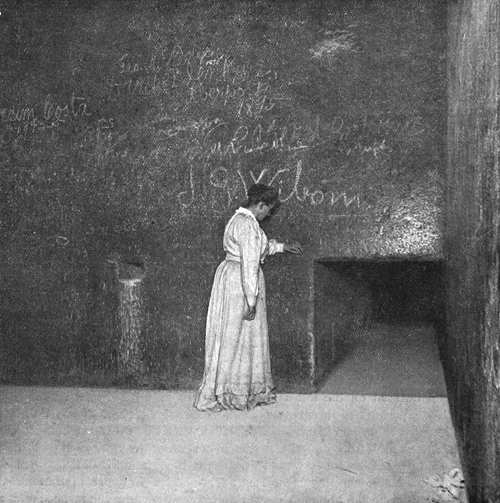
Камера фараона (1910)
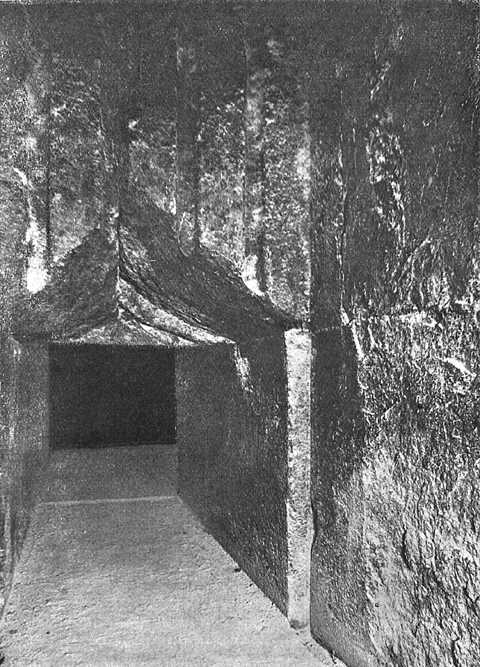
Интерьер вестибюля перед камерой царя (1910)
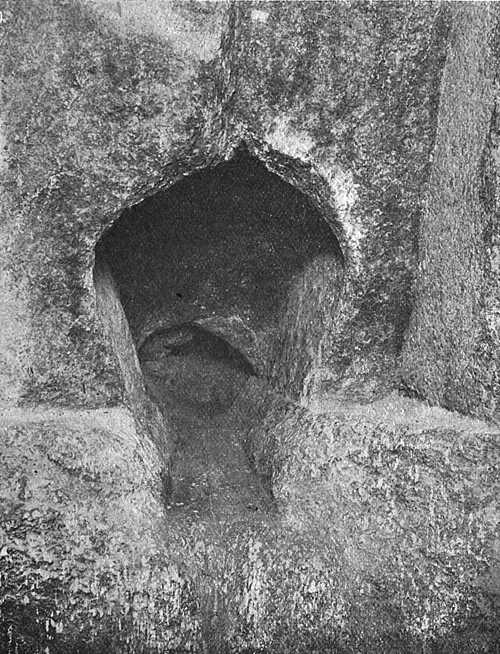
Канал "вентиляции" у южной стены комнаты царя (1910)

### Вентиляционные каналы
От «Камеры царя» и «Камеры царицы» в северном и южном направлениях (сначала горизонтально, затем наклонно вверх) отходят так называемые «вентиляционные» каналы шириной 20—25 см. При этом каналы «Камеры царя», известные ещё с XVII века, сквозные, они открыты и снизу и сверху (на гранях пирамиды), тогда как нижние концы каналов «Камеры царицы» отделяет от поверхности стены около 13 см, они были обнаружены Диксоном при простукивании в 1872 году. Верхние концы шахт «Камеры царицы» не доходят до поверхности примерно 12 м, и закрыты каменными «Дверками Гантенбринка», каждая с двумя медными ручками. Медные ручки были опечатаны гипсовыми печатями (не сохранились, но остались следы). В южной вентшахте «дверца» обнаружена в 1993 году с помощью телеуправляемого робота «Упуаут II»; изгиб северной шахты не позволил тогда обнаружить в ней такую же «дверцу» этим роботом. В 2002 году с помощью новой модификации робота в южной «дверце» было пробурено отверстие, но за ней обнаружилась небольшая полость длиной в 18 см и ещё одна каменная «дверца». Что находится дальше, пока неизвестно. Этот робот подтвердил наличие аналогичной «дверцы» на конце северного канала, но её сверлить не стали. Новый робот в 2010 году смог просунуть в просверлённое отверстие в южной «дверце» змеевидную телекамеру и обнаружил, что медные «ручки» с той стороны «дверцы» оформлены в виде аккуратных петель, а на полу «вентиляционной» шахты нанесены отдельные значки красной охрой.
В настоящее время наиболее распространена версия, что предназначение «вентиляционных» каналов носило религиозный характер и связано с представлениями египтян о загробном путешествии души. А «дверца» на конце канала — это не что иное, как дверь в загробный мир. Именно поэтому она не выходит на поверхность пирамиды. В то же время, шахты верхней погребальной камеры имеют сквозные выходы наружу и внутрь помещения; неясно, связано ли это с каким-то изменением ритуала; так как наружные несколько метров облицовки пирамиды уничтожены, неясно, были ли «Дверки Гантенбринка» в верхних шахтах. (могли быть в том месте, где шахта не сохранилась). В южной верхней шахте есть т. н. «Ниши Хеопса» — странные расширения и пазы, которые, возможно, и содержали «дверку». В северной верхней никаких «ниш» нет вообще.

## История исследований

### Античность

#### Геродот

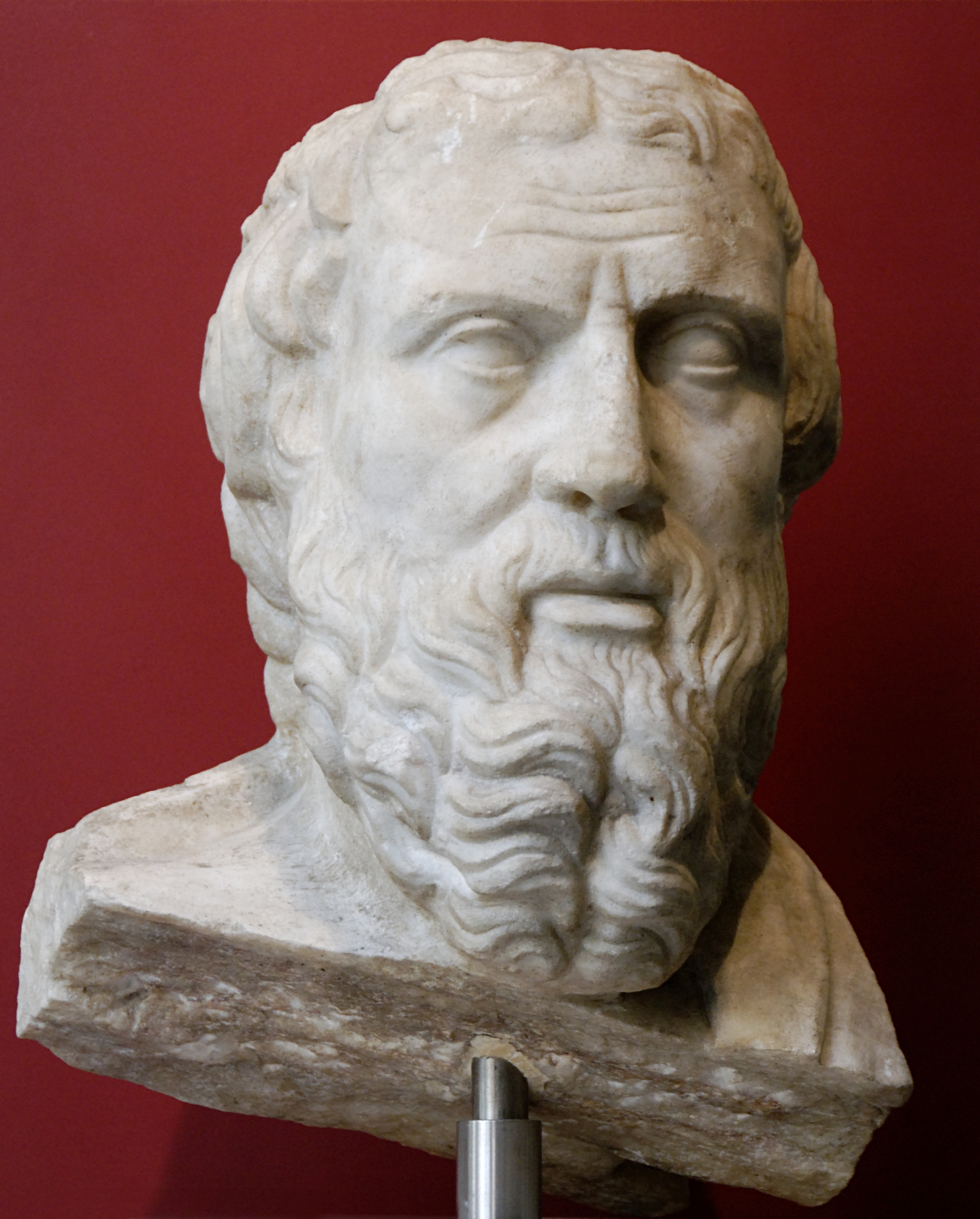
Греческий историк Геродот был одним из первых крупных авторов, обсуждавших Великую пирамиду.

Древнегреческий историк Геродот, писавший в V веке до нашей эры, является одним из первых крупных авторов, упомянувших пирамиду. Во второй книге своего труда Истории он обсуждает историю Египта и Великой пирамиды. Этот отчёт был создан более чем через 2000 лет после постройки сооружения, а это означает, что Геродот черпал свои знания в основном из различных косвенных источников, включая чиновников и жрецов, местных египтян, греческих иммигрантов и своих собственных переводчиков. Соответственно, его объяснения представляют собой смесь понятных описаний, личных заметок, ошибочных сообщений и фантастических легенд; таким образом, многие из спекулятивных ошибок и путаницы в отношении памятника можно проследить до Геродота и его работы.
Геродот пишет, что Великая пирамида была построена фараоном Хуфу (эллинизированное имя Хеопс), который, как он ошибочно передаёт, правил после периода XX династии. Геродот утверждает, что Хуфу был царём-тираном, что может объяснить мнение греков о том, что сооружения такого плана могут быть построены только в результате жестокой эксплуатации населения. Геродот далее утверждает, что бригады из 100 000 рабочих работали над строением посменно каждые три месяца, на строительство ушло 20 лет. В первые десять лет была возведена широкая дорога, по которой они должны были тащить камни для строительства пирамиды, по словам Геродота, работа почти такая же впечатляющая, как постройка самих пирамид. Её длина составляла почти 1 километр, ширина — 18,3 метра, а высота — 14,6 метра. Она была построена из отполированного камня с вырезанными на ней фигурами. Кроме того, на холме, на котором стоят пирамиды, были сделаны подземные камеры. Они предназначались для захоронения самого Хуфу и были окружены водой из канала, проложенного из Нила. Геродот позже утверждает, что у пирамиды Хефрена (расположенной рядом с Великой пирамидой) вода из Нила течёт через построенный проход к острову, на котором похоронен Хуфу. Захи Хавасс интерпретирует это как отсылку к шахте Осириса, которая расположена на дороге Хафре, к югу от Великой пирамиды.
Геродот также оставил описание некой надписи, что была на пирамиде и того, как была построена пирамида: 

Построена же эта пирамида вот как. Сначала она идет в виде лестницы уступами, которые иные называют площадками, или ступенями. После того, как заложили первые камни [основания], остальные [для заполнения площадок] поднимали при помощи помостов, сколоченных из коротких балок. Так поднимали с земли камни на первую ступень лестницы. Там клали камень на другой помост; с первой ступени втаскивали на второй помост, при помощи которого поднимали на вторую ступень. Сколько было рядов ступеней, столько было и подъемных приспособлений. Быть может, однако, было только одно подъемное приспособление, которое после подъема камня без труда переносилось на следующую ступень. Мне ведь сообщали об обоих способах — почему я и привожу их. Таким образом, сначала была окончена верхняя часть пирамиды, затем соорудили среднюю и напоследок — самые нижние ступени на земле. На пирамиде египетскими письменами было обозначено, сколько редьки, лука, чеснока съели рабочие. И, как я очень хорошо помню, переводчик, который читал мне надпись, объяснил, что на все это было израсходовано 1600 талантов серебра. Если это верно, то сколько же денег пошло на железные орудия, на хлеб и одежду для рабочих, так как строительство всех этих сооружений продолжалось 20 лет и, кроме того, немало времени понадобилось на ломку и перевозку камней и сооружение подземных покоев [для усыпальницы].— 
Надпись же на пирамиде, что описал Геродот, может быть заметкой о реставрационных работах, которые провёл Хаэмуас, сын Рамсеса II. По-видимому, спутники и переводчики Геродота не могли прочесть иероглифы или намеренно давали ему ложную информацию.

#### Диодор Сицилийский
Между 60 и 56 годами до н. э. древнегреческий историк Диодор Сицилийский посетил Египет и позже посвятил первую книгу своей Исторической библиотеки этой стране, её истории и её памятникам, включая Великую пирамиду. Работа Диодора была вдохновлена историками прошлого, но он также дистанцировался от Геродота, который, по словам Диодора, рассказывает удивительные истории и мифы. Диодор, предположительно, почерпнул свои знания из утраченной работы Гекатея из Абдеры и, подобно Геродоту, он также называет имя заказчика пирамиды «Хеммис», который жил после Рамсеса III. Согласно его записям, ни Хеммис (Хуфу), ни Сефрен (Хафра) не были похоронены в своих пирамидах, а скорее в тайных местах, из опасения, что люди, якобы вынужденные строить сооружения, будут искать тела для мести; этим утверждением Диодор усилил связь между строительством пирамид и рабством.
Согласно Диодору, облицовка пирамиды в то время всё ещё была в отличном состоянии, в то время как самая верхняя часть пирамиды имела небольшую платформу высотой 6 локтей (3,1 м). О строительстве пирамиды он отмечает, что она была построена с помощью пандусов, поскольку никаких подъёмных инструментов ещё не было изобретено. От пандусов ничего не осталось, так как они были убраны после завершения строительства пирамид. Он оценил количество рабочих, необходимых для возведения Великой пирамиды, в 360 000 человек, а время строительства в 20 лет. Подобно Геродоту, Диодор также утверждает, что сторона пирамиды испещрена надписями, которые «[устанавливают] [цену] продуктов для рабочих, которым там было выплачено более тысячи шестисот талантов».

#### Страбон
Греческий географ, философ и историк Страбон посетил Египет около 25 года до н. э., вскоре после того, как Египет был аннексирован римлянами. В своей работе География он утверждает, что пирамиды были местом захоронения царей, но он не упоминает, какой царь был похоронен в этом сооружении. Страбон также упоминает: «На умеренной высоте в одной из сторон находится камень, который можно вынуть; когда его вынимают, открывается наклонный проход в гробницу». Это утверждение породило много предположений, поскольку предполагалось, что в пирамиду можно было войти в то время.

#### Плиний Старший

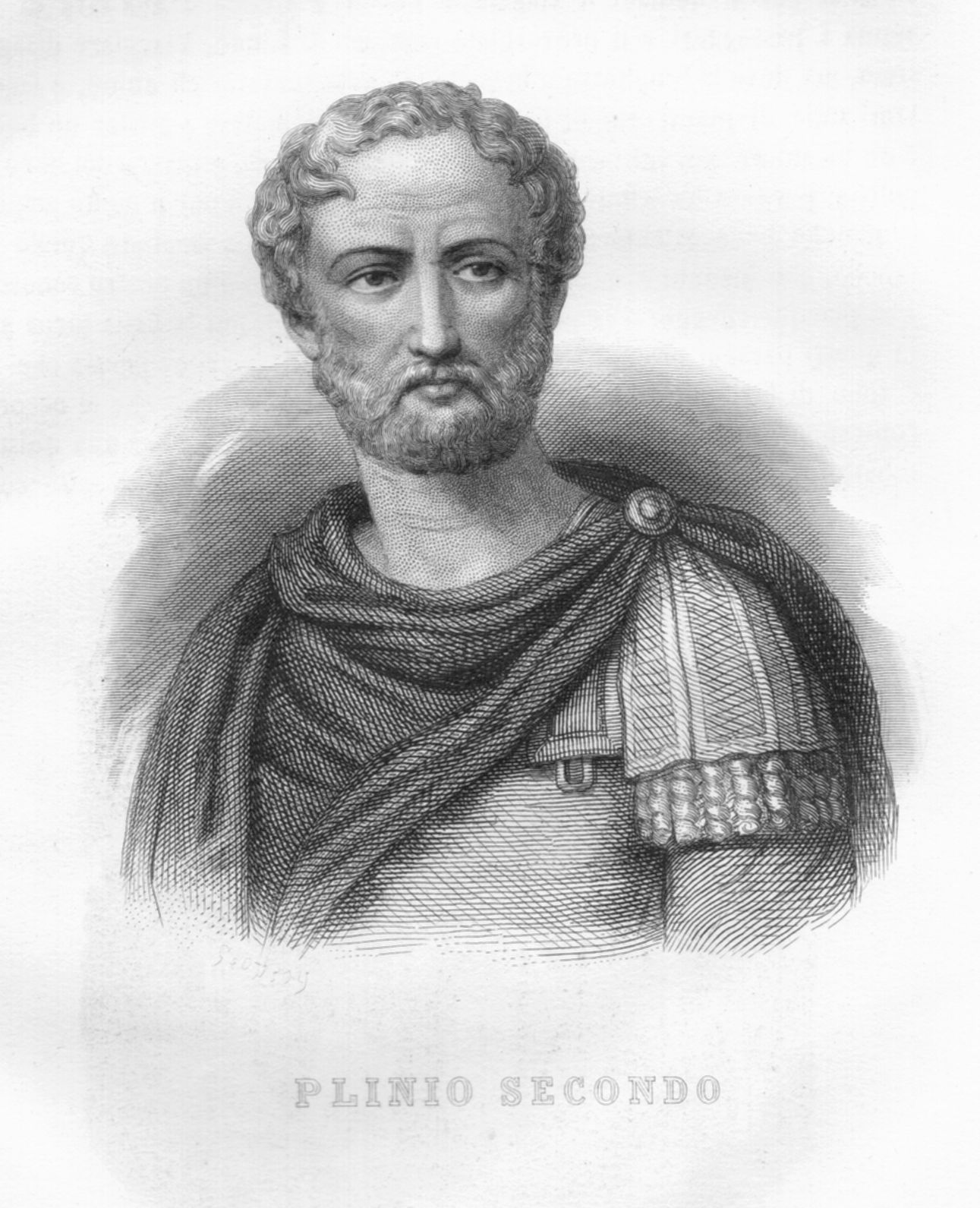
Плиний Старший утверждал, что «мосты» использовались для транспортировки камней на вершину Великой пирамиды.

Римский писатель Плиний Старший, писавший в I веке нашей эры, утверждал, что Великая пирамида была возведена либо «для того, чтобы низшие классы не оставались незанятыми», либо в качестве меры, предотвращающей попадание богатств фараона в руки его соперников или преемников. Плиний не делает никаких предположений относительно фараона, о котором идёт речь, недвусмысленно отмечая, что «случайность [предала] забвению имена тех, кто воздвиг такие грандиозные памятники своему тщеславию». Размышляя о том, как камни могли быть перенесены на такую огромную высоту, он даёт два объяснения: что либо у пирамиды были навалены огромные кучи селитры и соли, которые затем были растоплены водой, перенаправленной из реки. Или, что были построены «мосты», а их кирпичи впоследствии были распределены для возведения домов частных лиц, утверждая, что уровень реки слишком низок, чтобы каналы могли когда-либо доставить воду к пирамиде. Плиний также рассказывает, что «внутри самой большой пирамиды есть колодец глубиной восемьдесят шесть локтей [45,1 м], который, как считается, сообщается с рекой». Далее он описывает метод, открытый Фалесом Милетским для определения высоты пирамиды путём измерения её тени.

### Поздняя античность и средние века
В эпоху поздней античности неверное толкование пирамид как «зернохранилища Иосифа» начало набирать популярность. Первое текстуальное свидетельство этой связи содержится в рассказах о путешествиях христианской паломницы Эгерии, которая записала, что во время своего визита между 381 и 384 годами н. э. «на двенадцатимильном участке между Мемфисом и Вавилоном [современный Каир] находится много пирамид, которые Иосиф построил для хранения зерна». Десять лет спустя это же предположение используется в анонимном путешествии семи монахов, отправившихся из Иерусалима навестить знаменитых аскетов в Египте, где они сообщают, что «видели зернохранилища Иосифа, где он хранил зерно в библейские времена». Это использование конца IV века дополнительно подтверждается в географическом трактате Космография, написанном Юлием Гонорием около 376 года н. э., в котором объясняется, что пирамиды назывались «зернохранилищами Иосифа» (horrea Ioseph). Эта ссылка Юлия важна, поскольку она указывает на то, что данная идентификация начала распространяться из путевых заметок пилигрима. В 530 году нашей эры Стефан Византийский добавил ещё больше информации к этой идее, когда написал в своей «Этнике», что слово пирамида связано с греческим словом πυρός (пурос), означающим пшеницу.

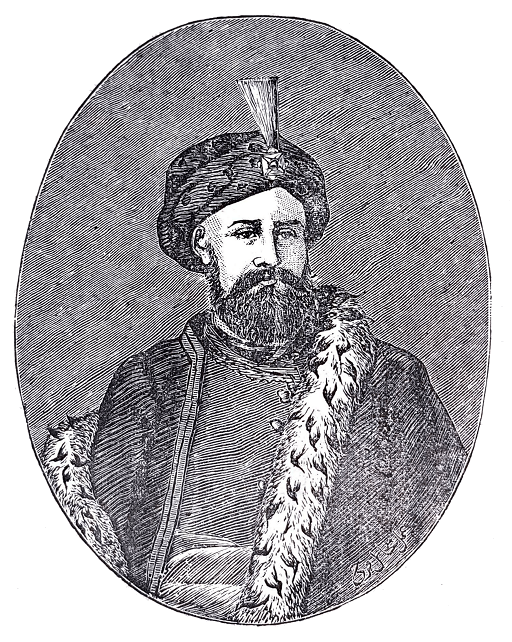
Аббасидский халиф Абдуллах аль-Мамун (786—833 гг. н. э.) приказал проложить туннель в боковой части Великой пирамиды.

В VII веке нашей эры Праведный халифат завоевал Египет, положив конец нескольким столетиям римского владычества. Несколько столетий спустя, в 820—831 годах нашей эры, Аббасидский халиф Абдуллах аль-Мамун (786—833 гг.) приказал проложить туннель в боковой части сооружения, чтобы найти сокровища и потерянные знания внутри пирамиды. На протяжении нескольких месяцев его люди при помощи тарана, огня и уксуса, разъедавшего облицовку, пытались найти вход в пирамиду, известный во времена римского владычества в Египте, на её северной грани. Ошибка их заключалась в том, что они выбрали точку начала работ ровно по оси симметрии Великой пирамиды, в то время как её все основные известные проходы лежат на семь метров восточнее. Вдобавок, работы были начаты на десять метров ниже настоящего входа. Из-за шума падающих камней внутри пирамиды, им всё же удалось, свернув влево, выйти на нисходящий коридор. Обнаружив торец гранитной пробки, закрывавшей вход в восходящий коридор, Аль-Мамун указал обойти его справа, и он стал первым человеком, чья нога спустя примерно 3400 лет после строительства пирамиды ступила в большую галерею. Аз-заман сообщает, что в пирамиде был обнаружен сосуд, содержавший тысячу монет, которые составили стоимость работ, однако считается, что эти монеты были подброшены халифом во избежание бунта рабочих, искавших сказочные сокровища.
В 987 году н. э. арабский библиограф Ибн ан-Надим в своей книге «Аль-Фихрист» рассказывает историю о человеке, который отправился в главное помещение пирамиды. По словам ан-Надима, человек, о котором идёт речь, видел статую мужчины, держащего табличку, и женщины, держащей зеркало. Предположительно, между статуями находился «каменный сосуд [с] золотой крышкой». Внутри сосуда было «что-то вроде смолы», и когда исследователь сунул руку в сосуд, «внутри оказался золотой сосуд». Сосуд, когда его извлекали из первого сосуда, был наполнен «свежей кровью», которая быстро высыхала. В работе Ибн ан-Надима также утверждается, что тела мужчины и женщины были обнаружены внутри пирамиды в «наилучшем возможном состоянии сохранности». Автор аль-Кайси в своей работе Тохфат Алалбаб пересказывает историю проникновения аль-Мамуна, но с дополнителнениями, написав, что был найден «саркофаг, сделанный в виде статуи мужчины, высеченный из зелёного камня», при вскрытии которого обнаружилось тело мужчины, одетого в золотые доспехи, инкрустированные драгоценными камнями, в руке которого был меч, которому нет цены, а на лбу у мумии горел огромный рубин величиной с куриное яйцо; и халиф взял этот камень себе. Аль-Кайси утверждает, что видел этот саркофаг, из которого было извлечено тело, и утверждает, что оно находилось во дворце халифа в Каире. Он также пишет, что сам вошёл в пирамиду и обнаружил множество сохранившихся тел.
Примерно в это же время приобрела популярность коптская легенда, утверждавшая, что пирамиду построил допотопный царь Сурид ибн Салхук. Легенда, в частности, повествует о том, как за триста лет до Великого потопа Суриду приснился ужасающий сон о конце света, и поэтому он приказал построить пирамиды, чтобы они могли вместить все знания Египта, спрятав их до настоящего времени. Наиболее примечательное изложение этой легенды было дано Аль-Масуди (896—956 гг.) в его Акбар аз-заман, наряду с образными рассказами о пирамиде — такими, как история о человеке, который три часа проваливался в колодец пирамиды, и рассказ об экспедиции аль-Мамуна, которая обнаружила причудливые находки во внутренних помещениях сооружения.
Арабский манускрипт начала XIII века «Муртади» из коллекции Мазарини, переведённый в 1666 году на французский язык, а с него — на английский (1672), приводит несколько историй проникновения арабов внутрь пирамиды. Например, в третьей истории утверждается, что, помимо скульптур, был найден также механический петух из красного золота и драгоценных камней. При приближении птица кричала и била крыльями. Случилось это при Язиде II, халифе в 720—724 годы. Четвёртая история рассказывает о найденном сосуде из красного стекла с необычным, неисчерпаемым свойством.
Арабский учёный Абдул-Латиф ибн Юсуф аль-Багдади (1163—1231 годы) с большой тщательностью изучал пирамиды и в своём труде «Рассказ о Египте» восхваляет их как творения инженерного гения. В дополнение к измерению структуры (наряду с другими пирамидами в Гизе) аль-Багдади также пишет, что эти сооружения, несомненно, были гробницами, хотя он думал, что Великая пирамида использовалась для захоронения Агатодемона или Гермеса. Аль-Багдади размышляет о том, была ли пирамида построена до Великого потопа. Несколько столетий спустя исламский историк Аль-Макризи (1364—1442 годы) собрал сведения о Великой пирамиде в своём «Аль-Хитате». В дополнение к подтверждению того, что Аль-Мамун прорубил вход в сооружение в 820 году н. э., в работе Аль-Макризи также обсуждается саркофаг в гробницах, недвусмысленно отмечая, что пирамида была могилой .
К концу средневековья Великая пирамида приобрела дурную репутацию места, где водятся привидения. Другие боялись входить, потому что здесь обитали летучие мыши.

### XVIII—XIX века
Пирамиды Гизы описывали Дэвисон (1763), Нибур (1761), французская экспедиция (1799), Гамильтон (1801), Бельцони (1818 и 1820), Вайс (1837), Перринг (1839) и многие другие.

### XX век
Французский химик, профессор Ж. Давидовиц, в середине XX века разработал способ создания монолитного строительного материала — геополимерного бетона. Давидовиц предположил, что точность подгонки блоков древнеегипетской пирамиды объясняется их монолитным созданием из напоминающего бетон материала путём постепенного поднятия опалубки и изготовления блоков сразу на местах.
Существуют посвящённые пирамидам ненаучные работы некоторых исследователей, таких как Эрих фон Дэникен и Кристофер Данн («Загадка древних египетских машин», 1984), опирающиеся на сведения сэра Уильяма Флиндерса Питри из книги «Пирамиды и храмы Гизы» (1883).
В первой половине 1980-х годов, в результате исследования методом микрогравиметрии, в Пирамиде Хеопса были выявлены скрытые пустоты, имеющие явную спиральную структуру. Позднее французский архитектор Жан-Пьер Уден использовал это открытие для обоснования теории наличия в пирамиде внутреннего спирального пандуса.

### XXI век
В 2015—2017 гг. участники проекта ScanPyramids методом мюонной томографии установили, что над Большой галереей находится 30-метровая полость («большая полость»). Центр полости располагается на 40—50 м выше пола «Камеры царицы», по длине она сравнима с Большой галереей. Исследователям неизвестны точные характеристики камеры — она может оказаться наклонным коридором или помещением, состоящим из нескольких комнат. В феврале 2023 года команда ScanPyramids сняла пустое пространство на видео при помощи 5-миллиметрового эндоскопа, определив размеры комнаты: 2 метра в ширину и до 9 метров в длину. По мнению ученых, коридор был запечатан около 4500 лет назад. Археологи планируют узнать предназначение найденной комнаты и просканировать пространство за ней.
Американский археолог Марк Леннер предполагает, что это может быть некое пространство, оставленное строителями, чтобы уменьшить нагрузку на перекрытие Большой галереи; один из руководителей команды, Хани Хелал из Каирского университета, считает, что пустота слишком велика, чтобы быть пространством, облегчающим нагрузку, но уверен, что эксперты исследуют это. 
В 2025 году сообщалось о выявлении командой Захи Хавасса с помощью передовой технологии визуализации скрытых ранее надписей в узких камерах над погребальной усыпальницей фараона. Надписи и обнаруженные во время раскопок к югу от пирамиды гробницы строителей стали подтверждением теории, что возводившие пирамиды не были рабами.
В июле 2025 года завершился проект Министерства туризма и древностей Египта в сотрудничестве с испанским правительством по обновлению внутреннего освещения в пирамиде. Считающееся безопасным для археологических компонентов пирамид люминесцентное освещение появилось во всех внутренних коридорах, а также погребальных камерах, лестницах и внутренних помещениях.

## Вокруг пирамиды

### Лодки фараона
Вблизи пирамид было обнаружено семь ям с настоящими древнеегипетскими лодками, разобранными на части. Первое из этих судов, названных «Солнечные лодки» или «Солнечные ладьи», было обнаружено в 1954 году египетским архитектором Камалем эль-Маллахом и археологом Заки Нуром. Лодка была из кедра и не имела ни единого следа от гвоздей для крепления элементов. Лодка состояла из 1224 частей, их удалось смонтировать реставратору Ахмеду Юссефу Мустафе только в 1968 году. Размеры лодки: длина — 43,3 м, ширина — 5,6 м, а осадка — 1,50 м. На южной стороне пирамиды Хеопса открыт музей этой лодки.

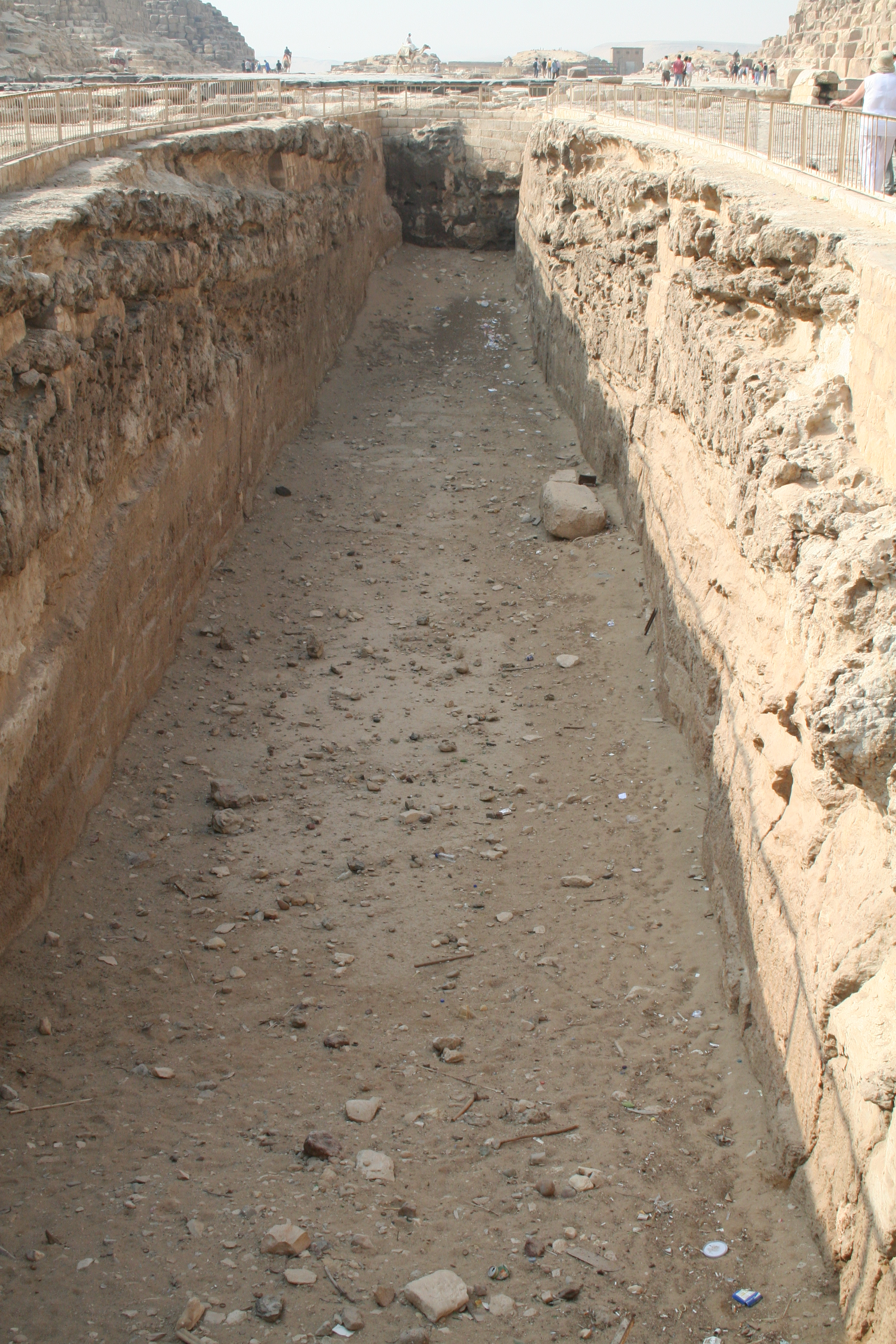
Одна из двух ям для Солнечных лодок. Восточная часть пирамиды
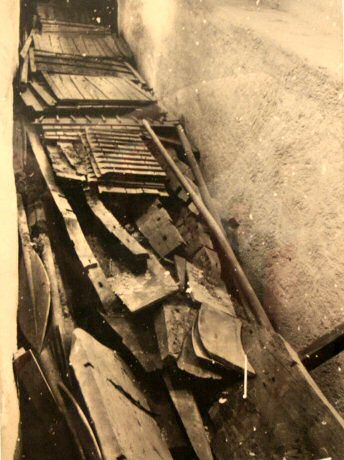
Место, где была обнаружена Солнечная лодка
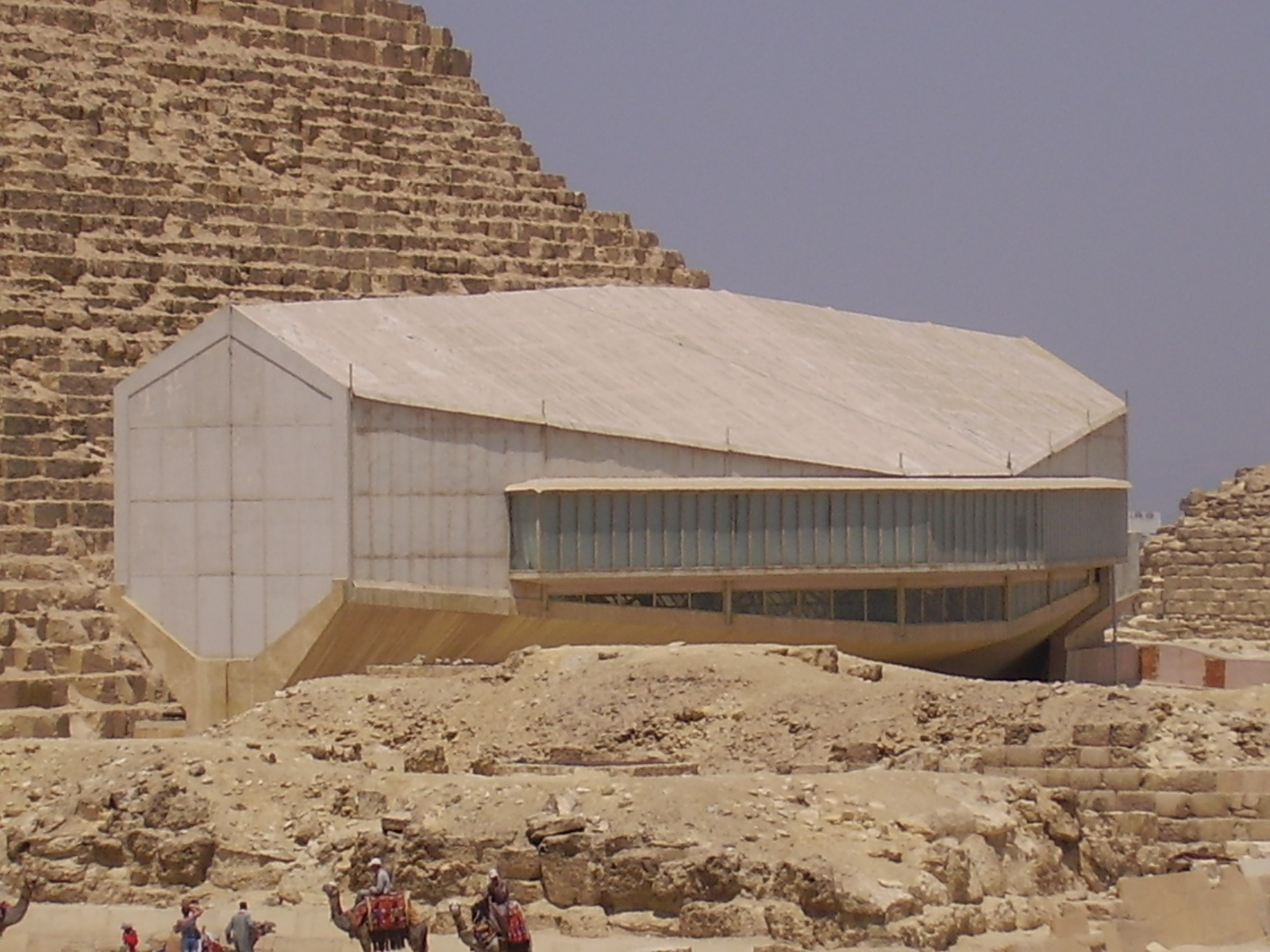
Музей лодки на южной стороне пирамиды
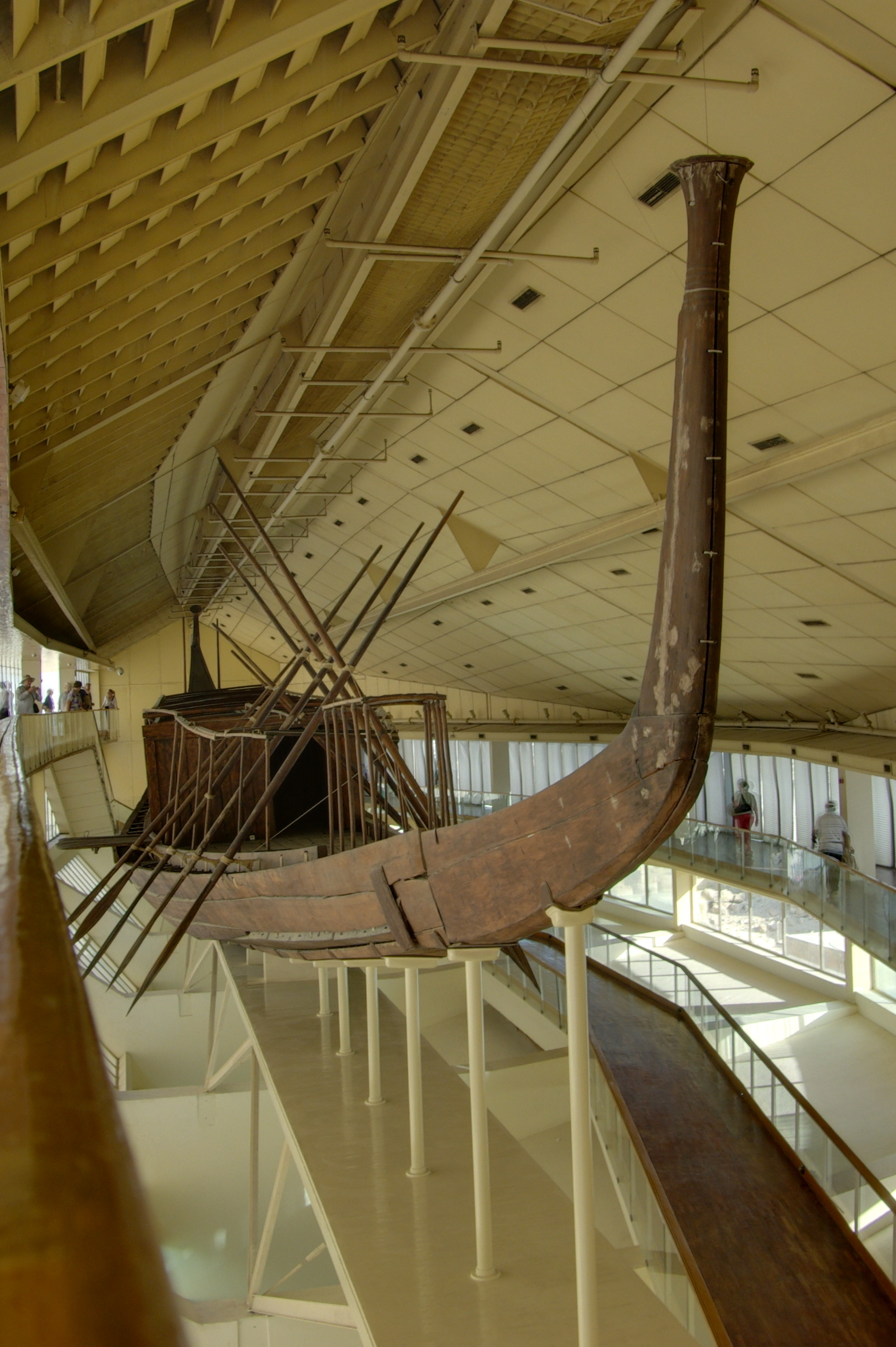
Солнечная лодка Хеопса, обнаруженная неподалёку от пирамиды в 1954 г.

### Пирамиды цариц Хеопса

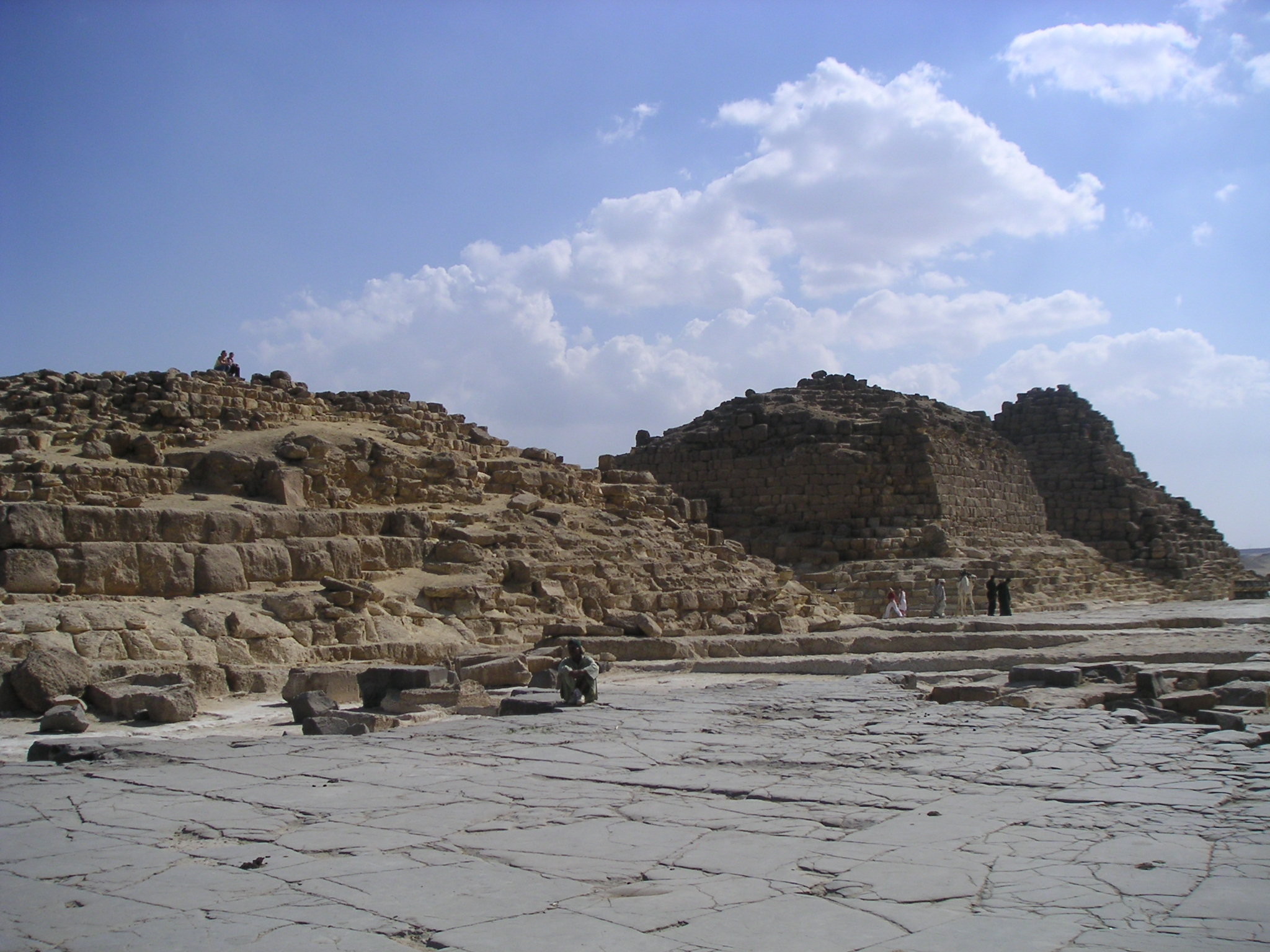
Три пирамиды цариц. Слева направо: Hetepheres (G1a), Meritetis (G1b), Henutsen (G1c)
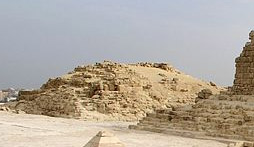
Пирамида царицы Хетепхерес (G1a)
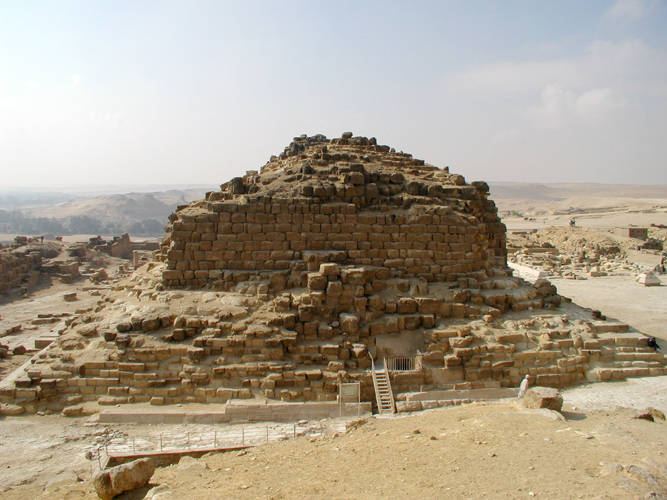
Пирамида царицы Meritites (G1b)
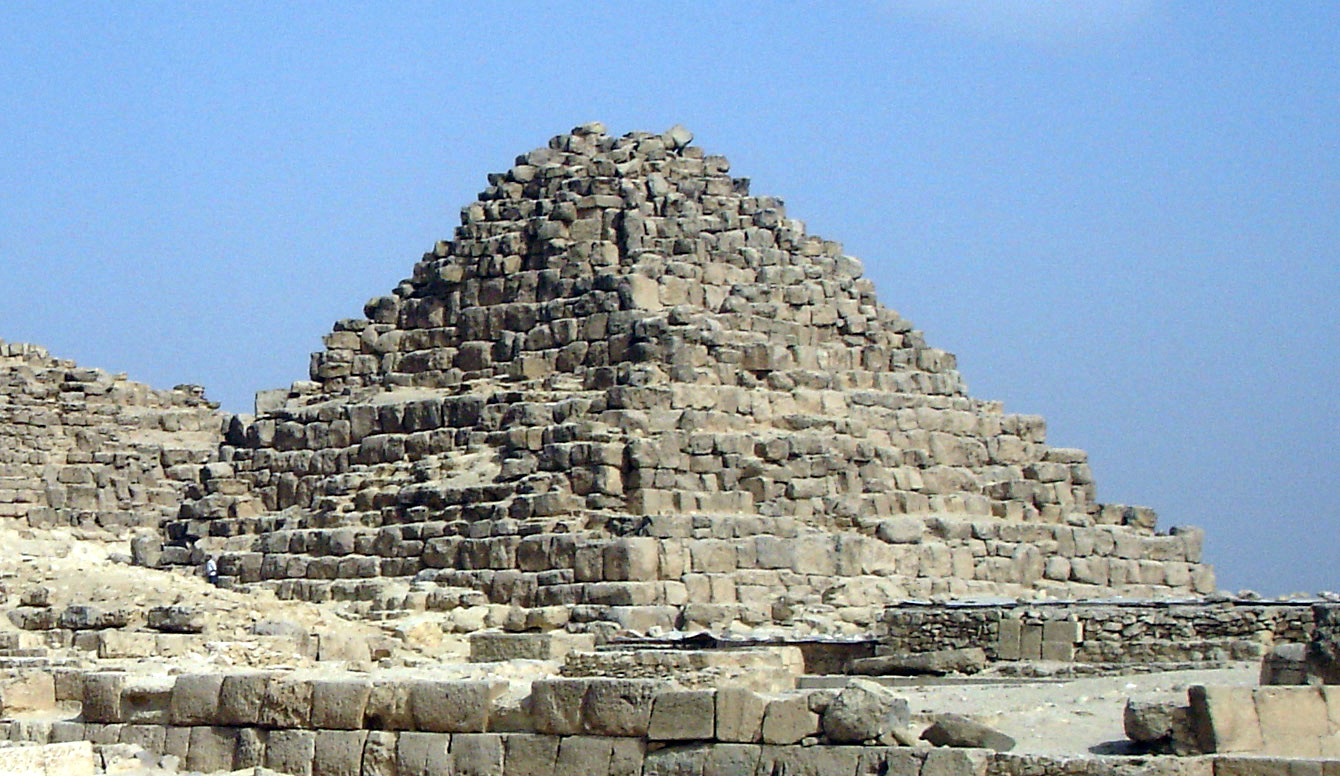
Пирамида царицы Henutsen (G1c)
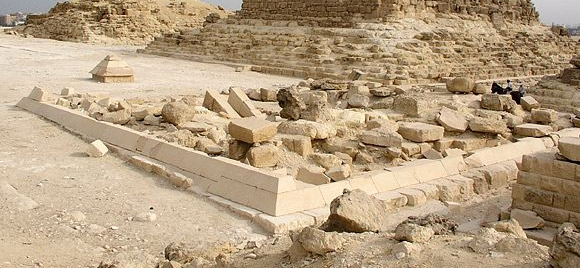
Остатки алтаря пирамид (G1d)
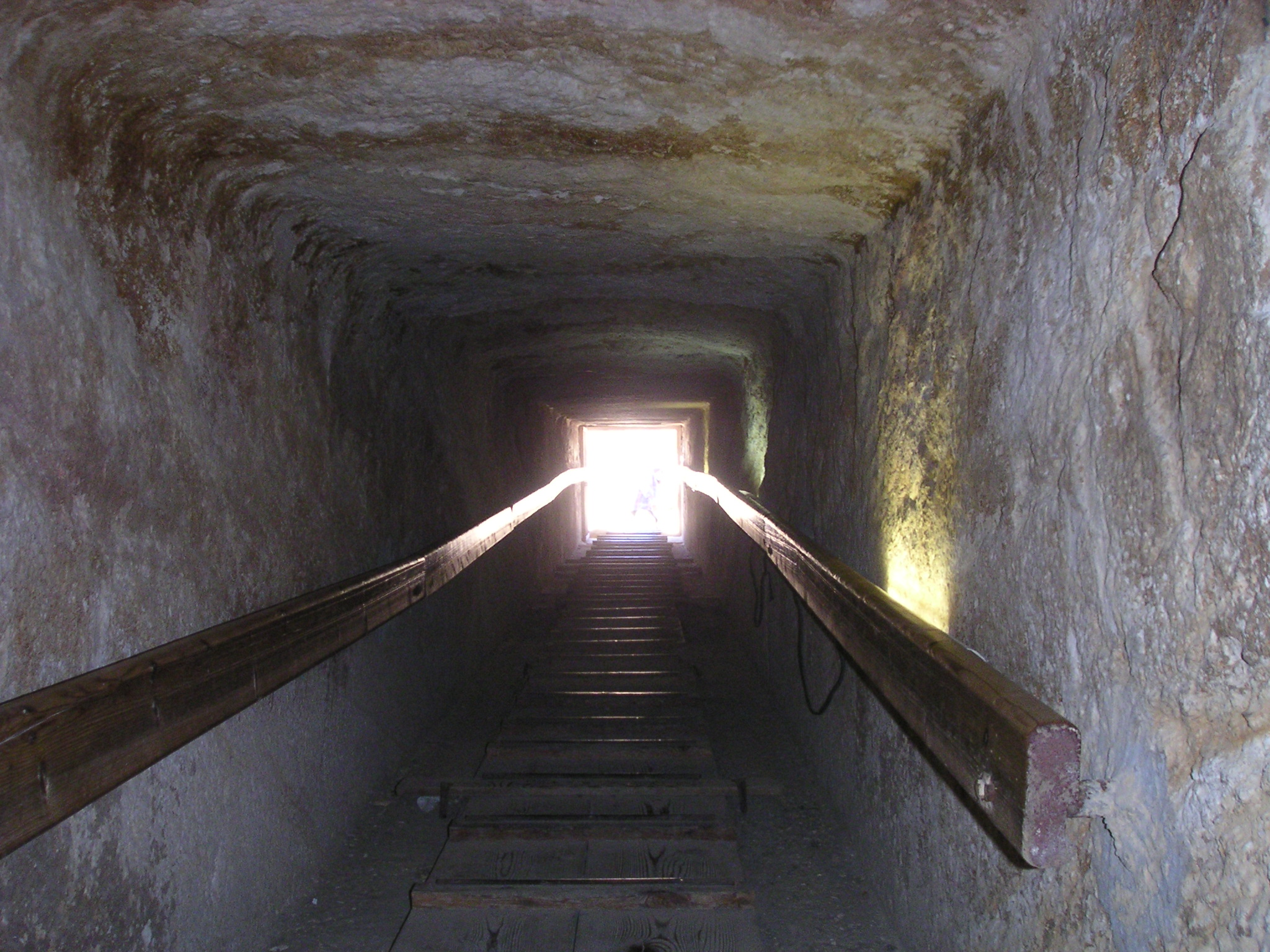
Спуск к погребальной камере Henoutsen
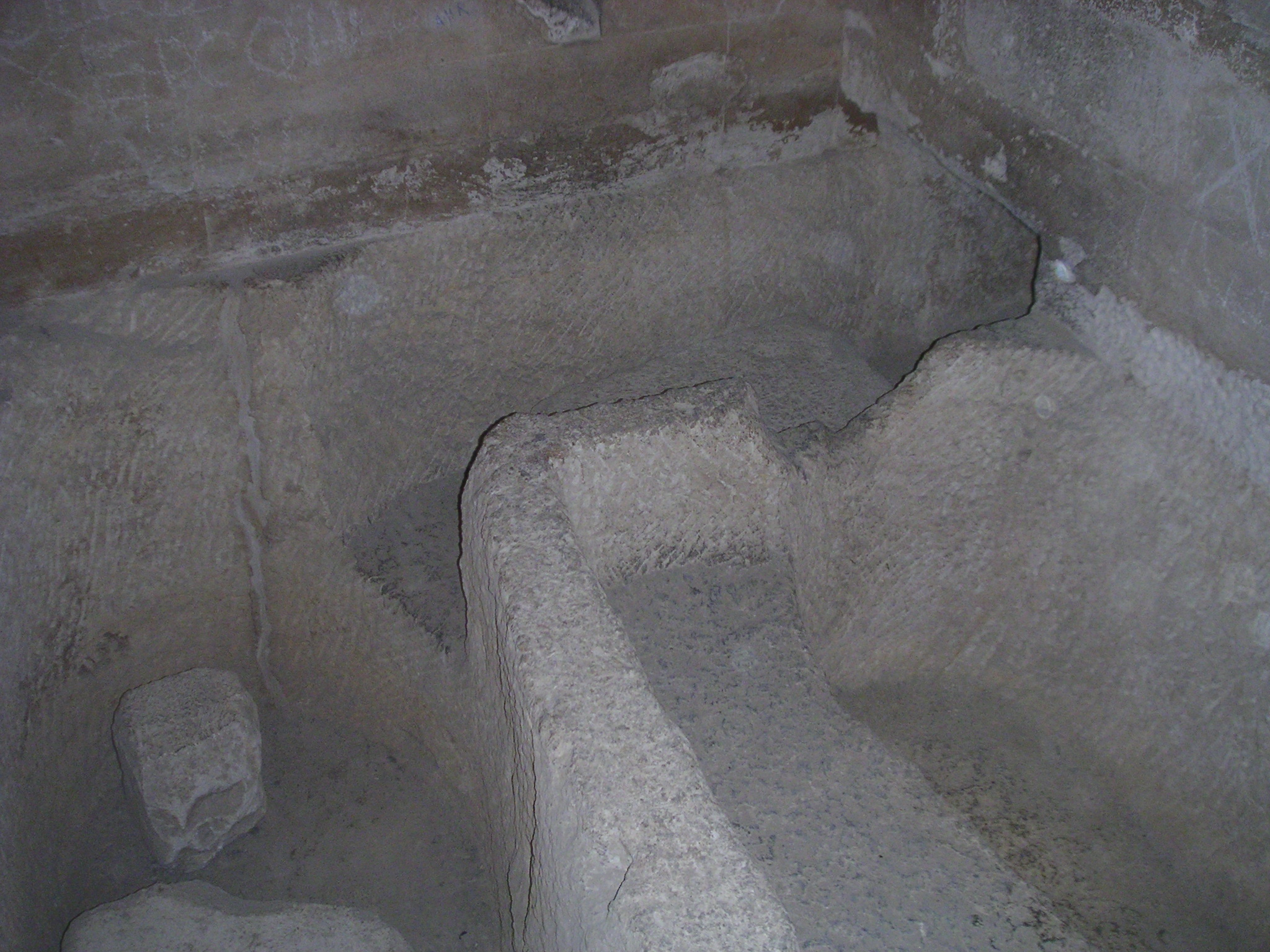
Погребальная камера Henoutsen